# دهستان زیبد
دهستان زیبَد از توابع بخش کاخک شهرستان گناباد در استان خراسان رضوی در ایران است. دهستان زیبد مشتمل بر ۱۱۲ روستا، مزرعه و مکان روستاهای تابعه این دهستان همگی در دامنه رشته کوه به مرکزیت روستای تاریخی زیبد قرار گرفته که فاصله آن تا مرکز شهر گناباد ۲۳ کیلومتر است تمام روستاها و آبادی های این دهستان بین دشت زیبد و دامنه کوه زیبد ، واقع شده است به همین دلیل این منطقه را براکوه نیز می‌نامند.

## وجه تسمیه
زیبَد به چم زیبا و زیبنده منطقه کوهستانی،ییلاقی و حاصلخیز در دامنه کوه است. این منطقه در سالهای پر آب علاوه بر محصولات سنتی برنج نیز کاشت و برداشت می شود آلوورا ، زرشک  و سماق از تولیدات مهم این دهستان است. زیبد در روایت‌های شاهنامه فردوسی محل چند رویداد تاریخی است. برطبق شاهنامه، این روستا محل جنگ معروفی به نام جنگ دوازده‌رخ یا ۱۲ پهلوان بین ایران و توران بوده و کشته شدن یزدگرد سوم را نیز در این محل دانسته‌اند..
روستاهای مهم این دهستان: زیبد،سنو (گناباد)، کلات، ، روچی (گناباد) و سقی هستند. دهستان زیبد سال ۱۳۲۷ تصویب شده و مجدداً نیز در سال ۱۳۶۶ با تغییراتی مورد تصویب هیئت وزیران قرار گرفته‌است.

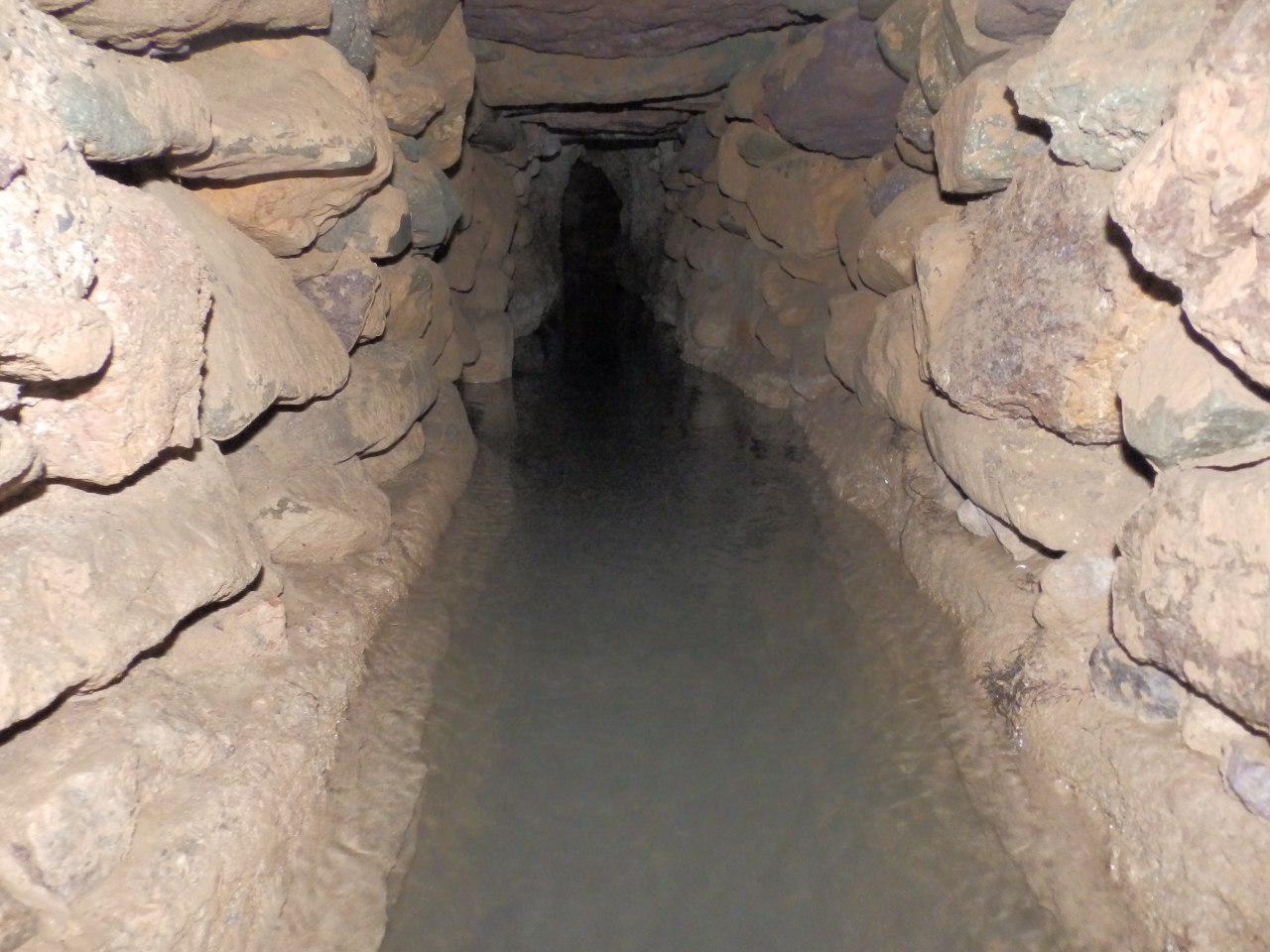
کاریز زیبد گناباد

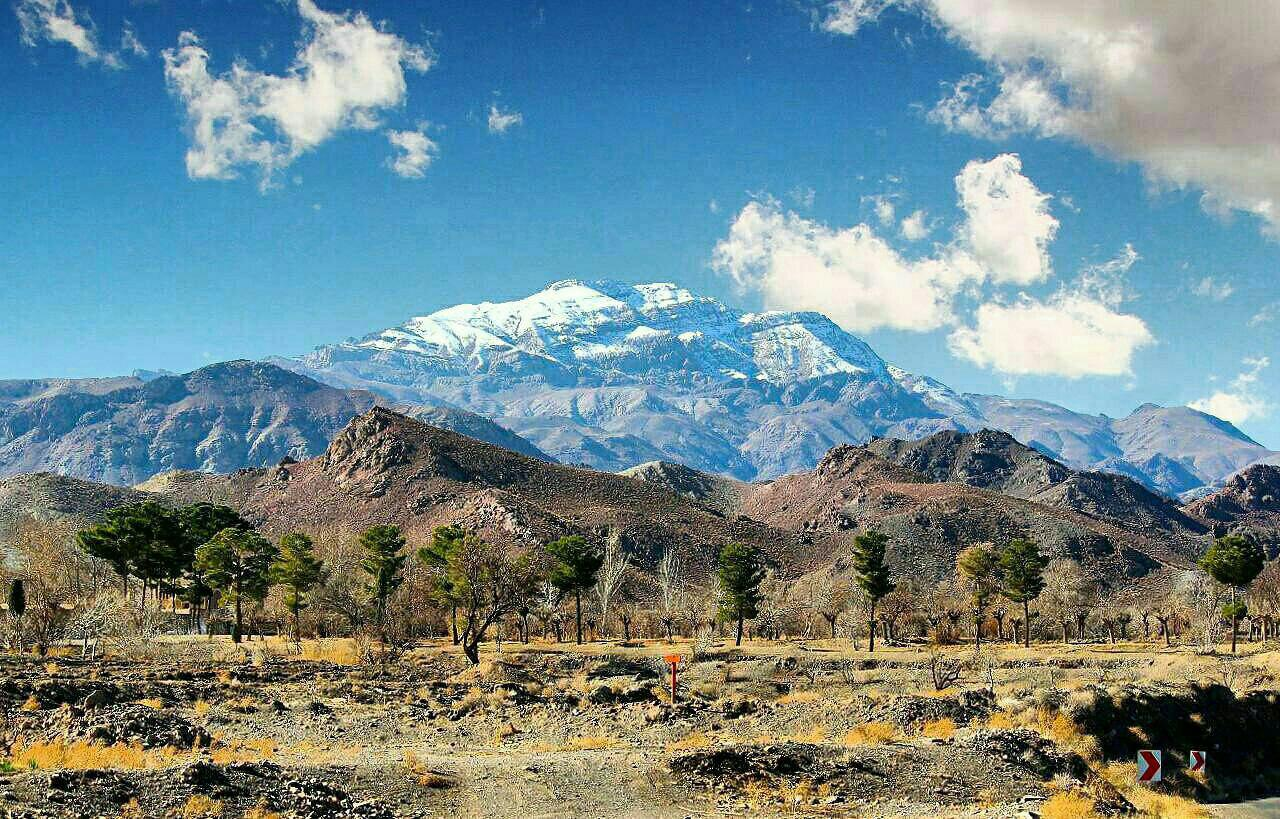
دهستان زیبد

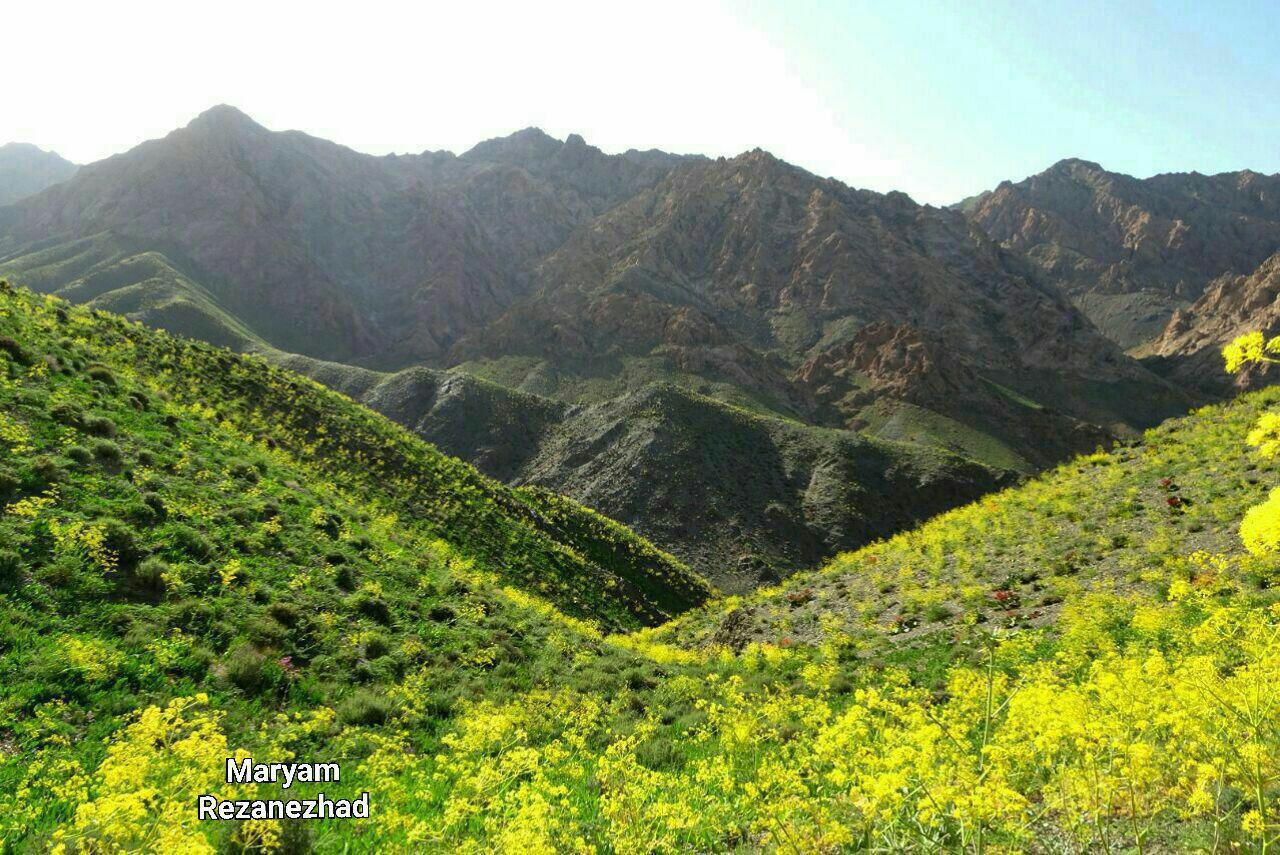
کومای دهستان زیبد

## منطقه حفاظت شده
بخش غربی منطقه براکوه و دشت دهستان زیبد جزو مناطق حیات وحش حفاظت شده‌است. در این منطقه بز کوهی، قوچ، خرگوش، هوبره، انواع کبک و غزال و حیوانات درنده مانند شغال، گرگ و روباه وجود دارد قبلاً پلنگ، گور خر و گراز نیز در کوه زیبد وجود داشته‌است. نسل آهوی دشت دهستان زیبد تقریباً رو به انقراض رفته‌است.

دشت ریواس زیبد.

.

## آثار باستانی و دیدنی‌های دهستان زیبد

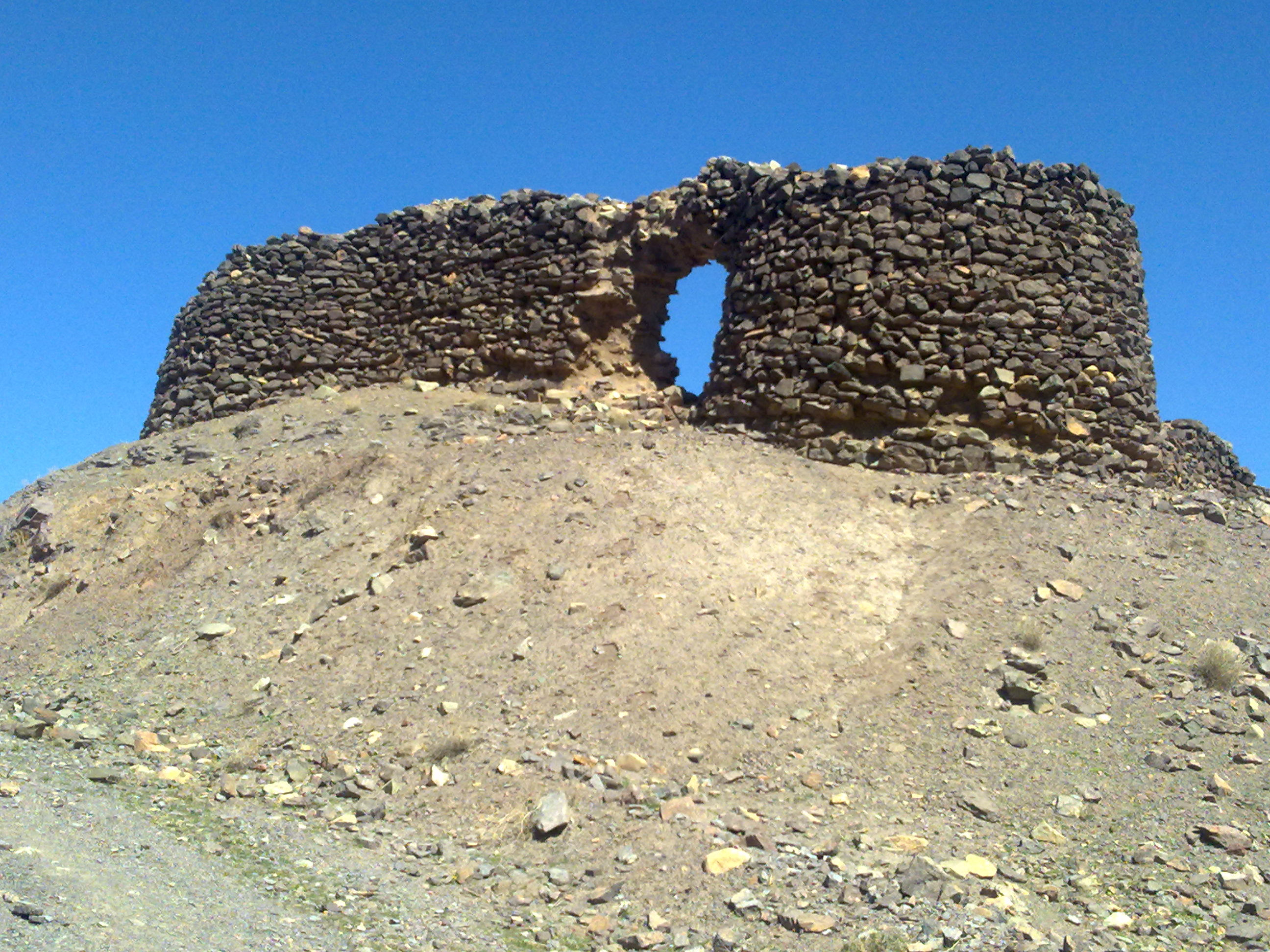
نمای بیرونی قلعه ساسانی

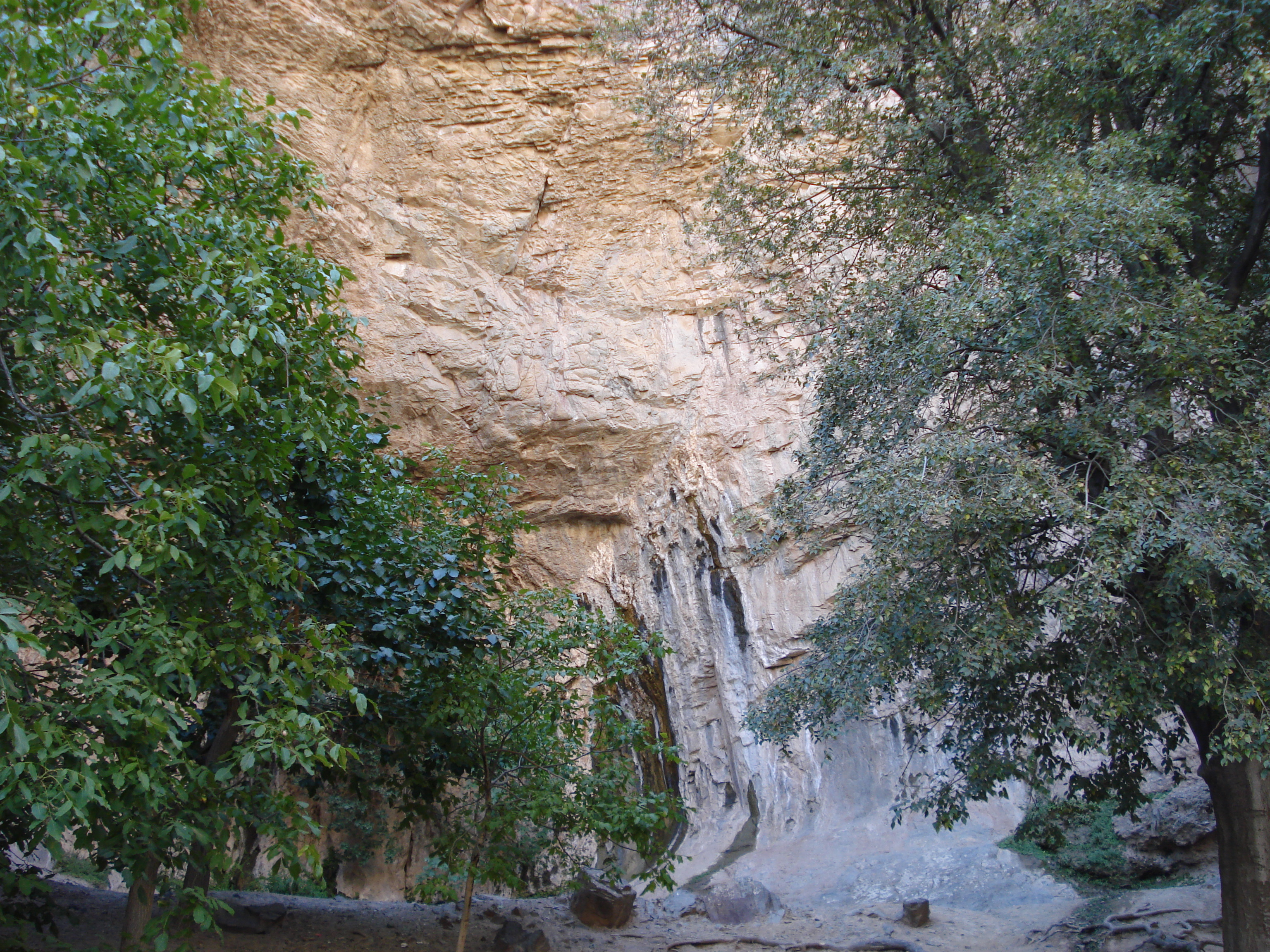
ایوان تاق صوفه پیر

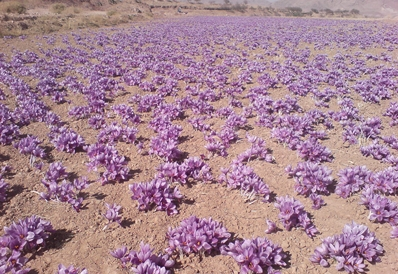
مزرعه کشت زعفران

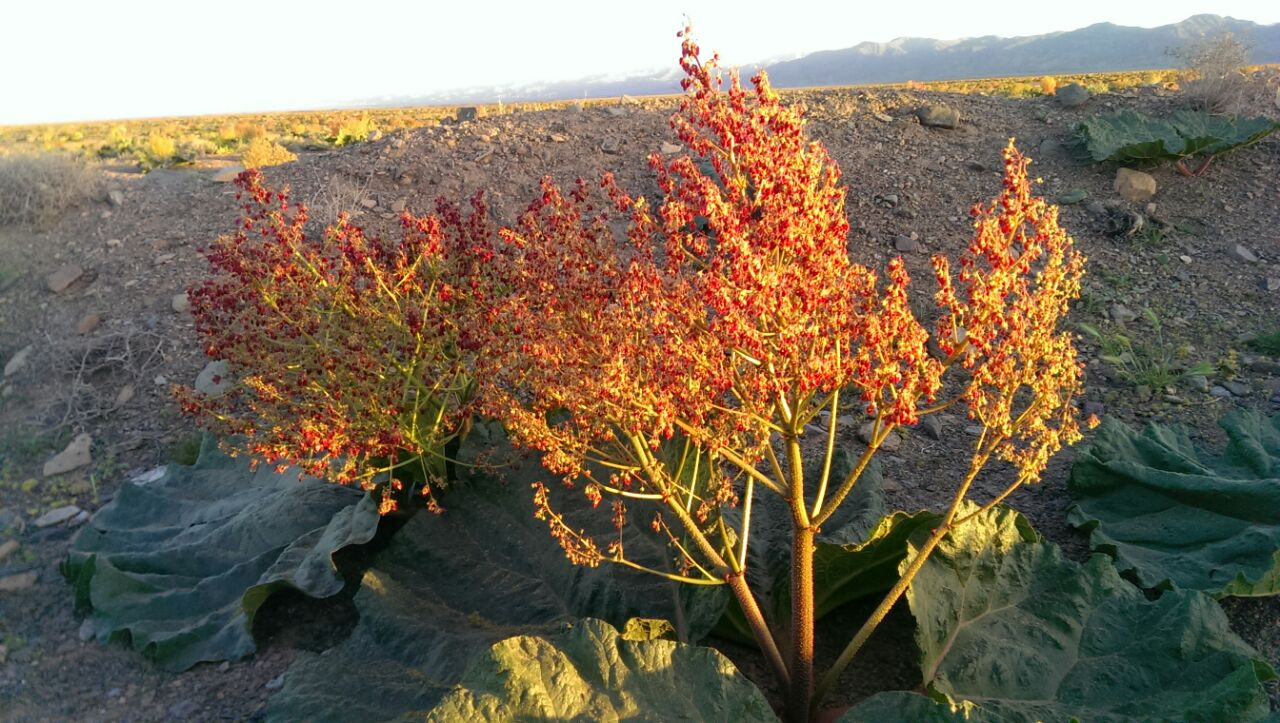
ریواس دشت زیبد

۱۳۱ اثر از آثار تاریخی شهرستان گناباد در فهرست آثار ملی کشور به ثبت رسیده و ۸۰ اثر دیگر نیز برای ثبت شناسایی شده‌است. از مهم‌ترین این آثار می‌توان به موارد زیر اشاره کرد:
1. قنات قصبه فاصله تا مرکز دهستان زیبد ۲۴ کیلومتر.
2. قلعه زیبد
3. دشت ریواس زیبد.
4. درخت سرو زیبد
5. محوطه قلعه شهاب دو کیلومتری زیبد. نام دیگر این قلعه قلعه شاه‌نشین یا قلعه شهاب گبر است
6. درصوفه دو کیلومتری زیبد. گفته شده که مدفن پیران ویسه و یزدگرد سوم آخرین امپراتور ایران است. تا دوران قبل از انقلاب اسلامی ایران این محل مورد زیارت مردم بوده و در آن عَلَم پوشیده با پارچه های سیاه و سبز و قرمز و یک محوطه سنگچین دور علم وجود داشته است.مردم به این علم سنجاق و پارچه گره می زدند. این علم و محوطه در اوایل انقلاب تخریب شده است.
7. منطقه حفاظت شده حیات وحش دهستان زیبد (هلالی) یادوازده رخ
8. سرچشمه سنو فاصله تا زیبد دو کیلومتر
9. موزهٔ زعفران سنو (گناباد)
10. سر آسیاب سنو سه کیلومتری زیبد
11. چنارهای کهن کمچنار سه کیلومتری زیبد
12. مسجدجامع زیبد.سنگ نوشته مسجد نشان می دهد سال 1187 قمری تعمیر شده است
13. ارگ فرود
14. حمام کلات
15. چنار بزرگ و کهنسال روستای روچی (گناباد)
16. منطقهٔ تفریحی و آسیاب‌های آبی قدیمی روستای روچی (گناباد)
17. ریاب (گناباد) روستای گردشگری ریاب و آرامگاه خواجه منصور در ابتدای جاده زیبد قرار دارد.
18. قنات رهن، گناباد چاه مادره و سر شاخه اصلی این قنات در نزدیکی درخت سرو زیبد قرار دارد. فاصله ۱۸ کیلومتر تا زیبد.

## جمعیت
براساس سرشماری سال ۱۳۸۵جمعیت روستای زیبد ۴۷۴۷نفر (۱۷۲۱خانوار) بوده‌است و جمعیت دهستان ۱۰ هزار نفر بوده‌است.
با توجه به برگشت تعداد زیادی از اهالی این روستاها از شهرها به زادگاهشان جمعیت دهستان نسبت به 1385 نزدیک به دوبرابر شده است.

## روستاها و آبادی های تابع دهستان زیبد
‌به مرکزیت زیبد مشتمل بر 112 روستا، مزرعه و مکان به اسامی زیر:
1. استادزری،
2. آغل سنگی، 3 - آنجد، 4 - انجیرمایگی، 5 - اَوِشک بالا، 6 - اوشکAVESHK

پایین، 7 - برگ‌ریزان، 8 - برنوک، 9 - به سقی، 10 - بیهود، 11 -‌تک توره، 12 - تک
دشت، 13 - تک لون، 14 - تک نیستان، 15 - توقویی، 16 - جراح، 17 - چشمه جراج، 18 -
چشمه شور، 19 - چشمه علی‌آباد، 20 -‌چشمه مقتول، 21 - چهاردانگ، 22 - حاجی‌آباد،
23 - حسن‌آباد، 24 - حسین اوزک، 25 - حصار سفلی، 26 - حصار علیا، 27 - حوض بالا،
28 - حوض‌بیگی، 29 - حوض دوفرسنگ، 30 - حوض ریواجی، 31 - حوض عباس، 32 - حوض
مردنجان، 33 - حوض خانه دهان‌زو، 34 - خاتمه، 35 - خوش‌منزل، 36 - خونیک،
- 37 - درصوفه، 38 - دره انجیری، 39 - دره نهو، 40 - دندان رنج، 41 - دهنه، 42 - دهن‌دره،
- 43 - رزو رضویه،
- 44 - روچی،
- 45 - زیبد،46 - زیرجان(زیرگو)یا زیرکوه، 47 - سرآسیاب،
- 48 - سقی،
- 49 - سنو (گناباد)،

50 - سیاه سنگ، 51 - سیدآباد، 52 - سیگو، 53 - شپو، 54 - شوراب، 55 - شیرازآباد(شیرزاباد)،
56 -‌طاقیدر، 57 - عباس‌آباد، 58 - عباس‌آباد، 59 - علی‌آباد، 60 - علی‌آباد، 61 -
فودنجان، 62 - قوامیه، 63 - کشدل، 64 - کلات، 65 - کلاته ابراهیم‌آباد، 66 -‌کلاته
آخوند، 67 - کلاته آخوند، 68 - کلاته سید حسن ابراهیمی، 69 - کلاته بالا، 70 -
کلاته با
لا، 71 - کلاته بلاغ، 72 - کلاته بید، 73 - کلاته پلنگی، 74 -‌کلاته تنگل بیهود،
75 - کلاته توکل‌زاده، 76 - کلاته حاج سیدعلی، 77 - کلاته حاجی، 78 - کلاته حصار،
79 - کلاته ده مراد، 80 - کلاته رمضان، 81 - کلاته‌سیدعلی، 82 - کلاته شهاب، 83 -
کلاته هزیز، 84 - کلاته علی‌آباد، 85 - کلاته غلامحسین، 86 - کلاته قربان، 87 -
کلاته کربلایی مختار، 88 - کلاته‌کربلایی ملا، 89 - کلاته گل‌کن، 90 - کلاته محمد
فتحعلی، 91 - کلاته محمودی، 92 - کلاته مخلدی، 93 - کلاته ملا، 94 - کلاته میر، 95
- کلاته میراحمد،96 - کلاته نو، 97 - کلاته نبوک، 98 - کلاته وروک، 99 - کم چنار،
100 - کم سرخ، 101 - گدار سلام، 102 - گن تبوک، 103 - گوهردشت، 104 - گورعلی‌مراد،
105 - محمدآباد سپاهی، 106 - محمدآباد لب رو، 107 - مزار تنگل، 108 - مزار گیسو،
109 - موسیرز(مَسیرَز)، 110 - نوده، 111 - نوده میر محراب، 112 -‌هروانج
‌تذکار - نام روستای ردیف 103 دهستان زیبد قبلاً رقاصان بوده که بر اساس این
تصویب‌نامه به گوهردشت تغییر می‌یابد نام ردیف 43 نیز رزوو بوده که رضویه مکتوب می شود.

## کوه زیبد

ریواس یا ریواچ زیبد

### سه اثر باستانی زیبد

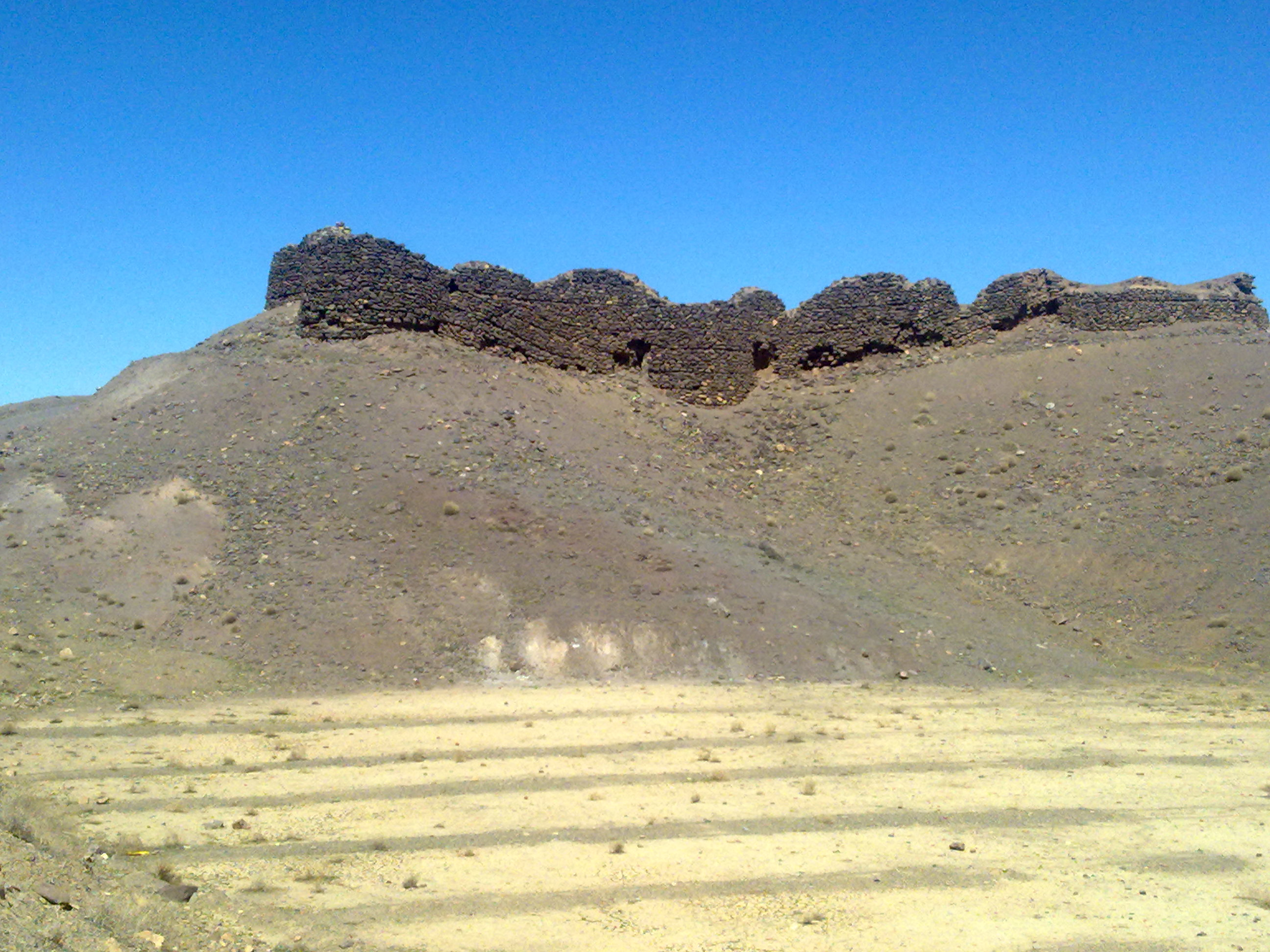
آخرین سکونت گاه یزدگرد سوم

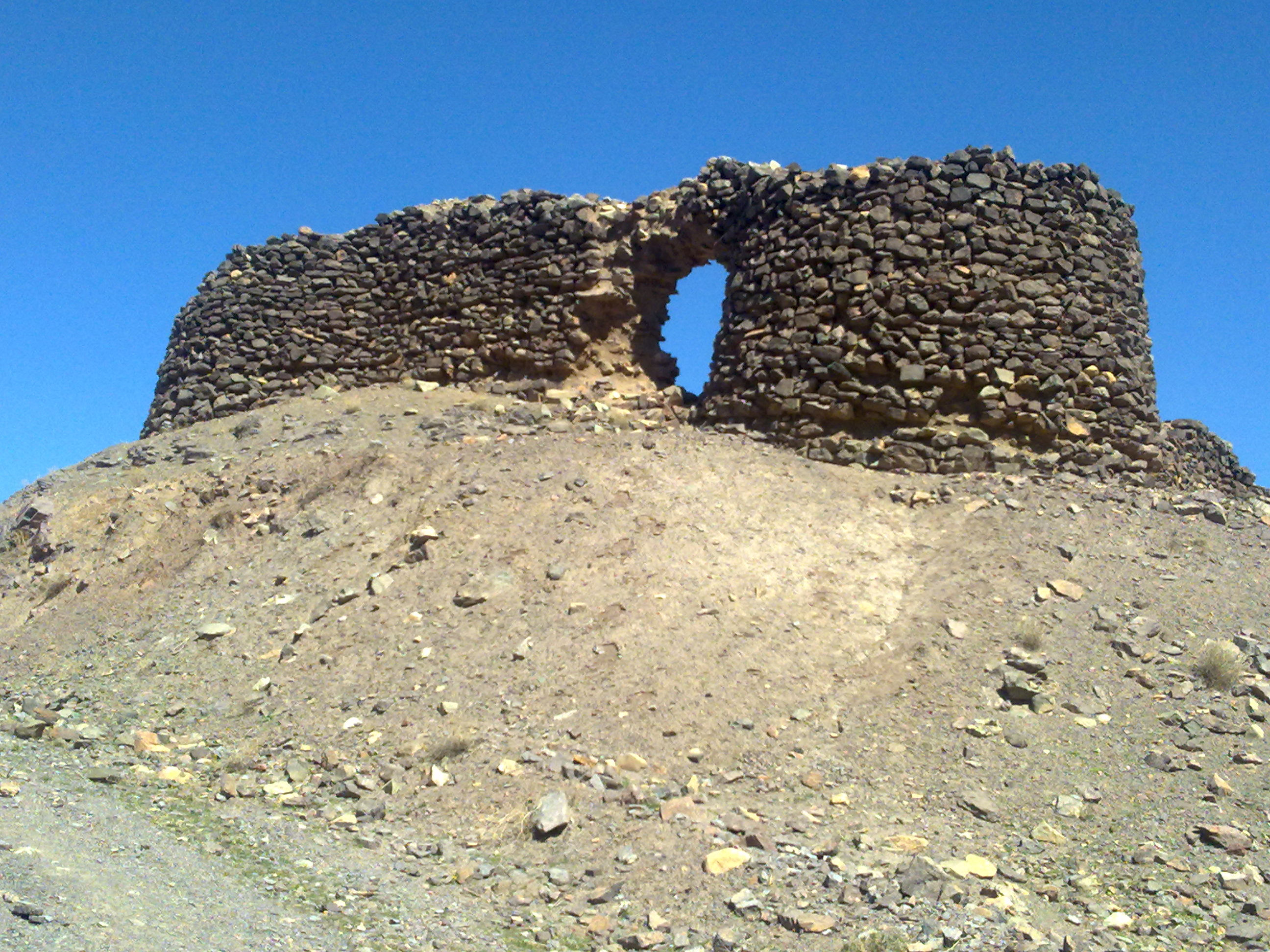
نمای بیرونی قلعه ساسانی

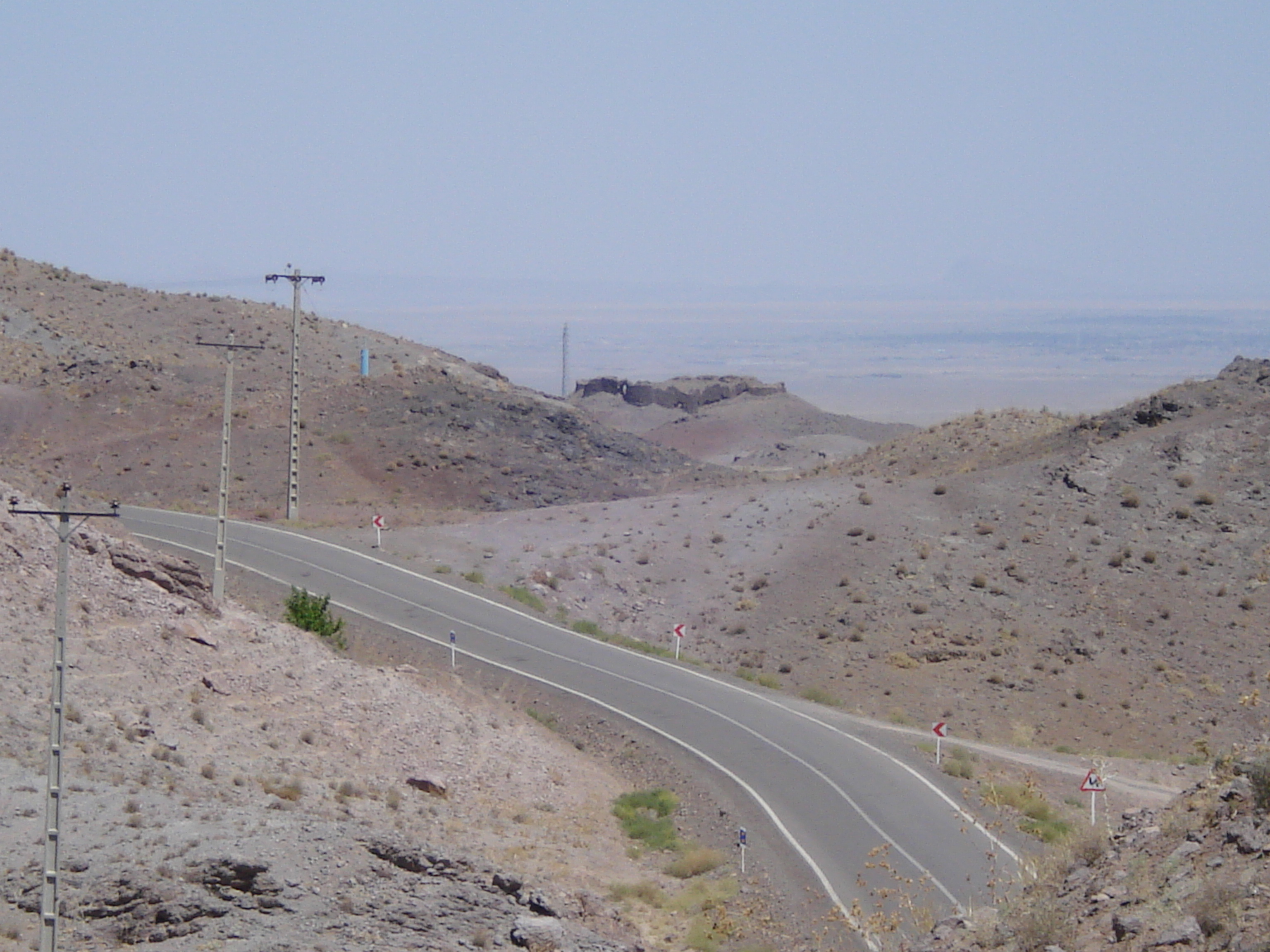
قلعه شاه نشین

قلعه زیبد

### در صوفه پیر

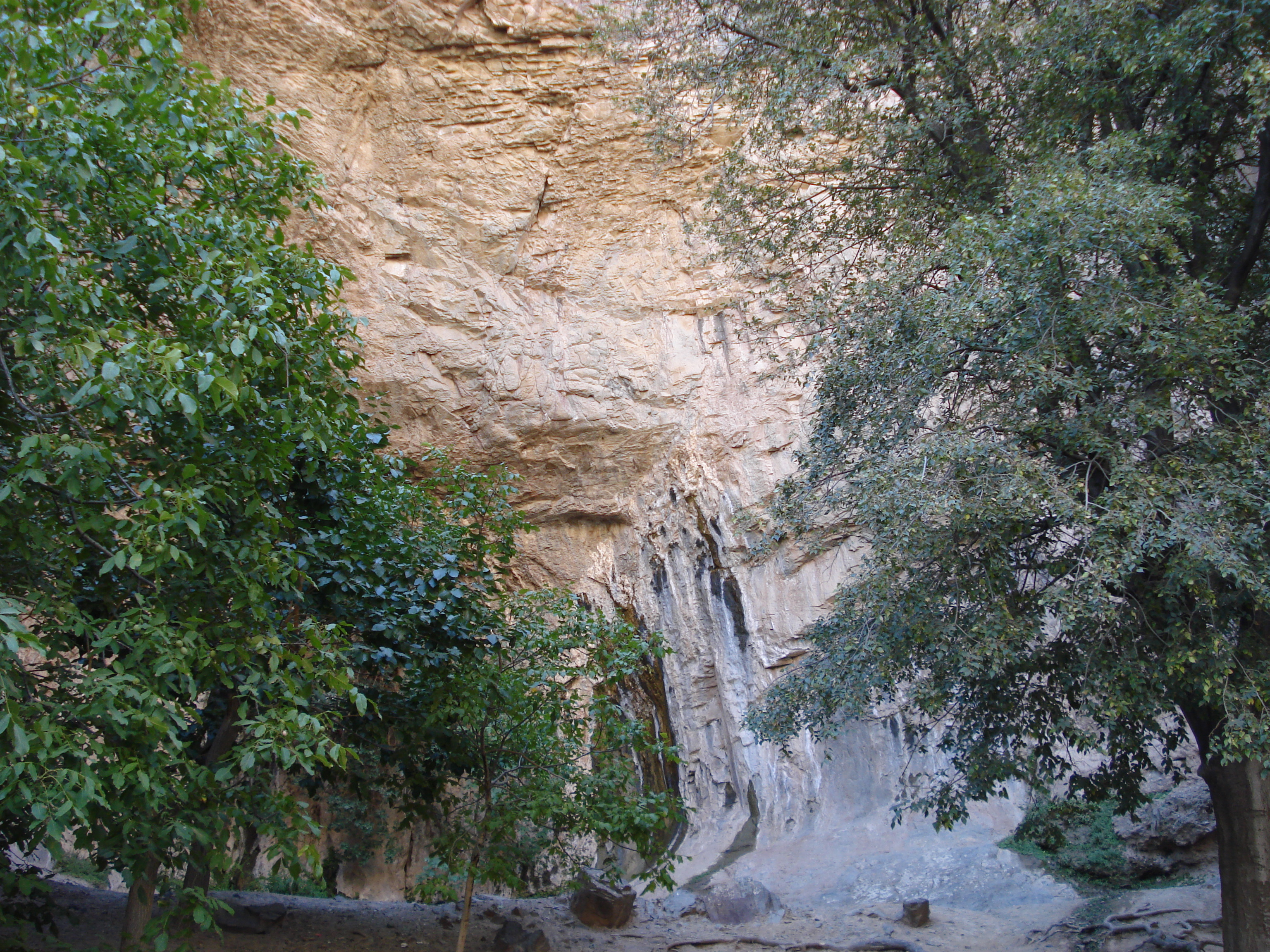
ایوان تاق صوفه پیر

در روستای درصوفه در تنگل زیبد ایوان (طاق) صوفه پیر قرار دارد که شبیه به طاق بستان است اما فاقد نقوش حجاری است قبلاً در این مکان همانند امامزاده‌ها علم و کتل وجود داشته‌است و مردم مکان را مزار مقدس می‌شناختند. در آنجا دو درخت وجود دارد: یکی انجیر کوهی و دیگری تاقوک. در قدیم مردم آب چشمه این ایوان را بر چشم می‌ریختند و بر درخت تاقوک و انجیر و سرو پارچه و رووش (نخ پارچه‌ای)برای گره گشایی می‌بستند تا نذرشان برآورده شود و از چشم زخم در امان باشند... بنا به گفته شاهنامه کیخسرو از کشته شدن پیران بسیار غمگین شد و دستور داد با احترام کامل او را در بلندی کوه در ایوان دفن کنند.بر این اساس و بنا به روایت‌های شفاهی ایوان صوفه پیر را مدفن پیران ویسه می‌دانند.(روزنامه همشهری)
در قسمت بالایی این کوه قبر پیران ویسه قرار داشته است که آثار سنگ چین های آن تا 50 سال قبل وجود داشته و در گزارش دکتر زمانی آمده است. ایوان صوفه که یک تاق بزرگ طبیعی بوده است برای بزرگداشت وی به شکل کنونی درآمده است و محوطه سازی  شده است. پیران ویسه وزیر، سپهسالار، مشاور، فرمانروای ختن و بعد از افراسیاب  بزرگترین شخصیت توران زمین است. صفاتی که فردوسی درباره ی وی برشمرده است عبارت از خردمندی، عاقبت اندیشی، چاره گری، شجاعت، تعصب ملی، وفاداری، صلح طلبی، نیروی زبان آوری، نیک بینی، نجات بخشی، مهربانی و مهمان نوازی بودند. کیخسرو از مرگ پیران سوگواری فراوان نمود و دستور داد او را در  کوه زیبد دفن کنند و ایوانی برای او بسازند. ساخت این ایوان نمادی از دروازه بهشت بود به علت جنگ هایی که با فاصله کمی پس از این رویداد در این منطقه رخ داد ناتمام ماند.
1. چو پیران سپاه از کنابد براند	*	بروز اندرون روشنایی نماند

1. چو دانست گودرز کآمد سپاه	*	بزد کووس و آمد ز زیبد براه

1. ز کوه اندر آمد بهامون گذشت**		کشیدند لشکر بران پهن دشت

1. ز زیبد همی تا کنابد سپاه	*	در و دشت ازیشان کبود و سیاه

1. ز کرد(گَرد) سپه روز روشن نماند	*	ز نیزه هوا جز بجوشن نماند

@وز آواز اسبان و گَرد سپاه*		بشد روشنایی ز خورشید و ماه. گفتنی است در متون قدیمی شاهنامه حرف گ. پ . ژ نوشته نمیشده لذا گناباد بصورت کناباد نوشته شده است.

## نگارخانه

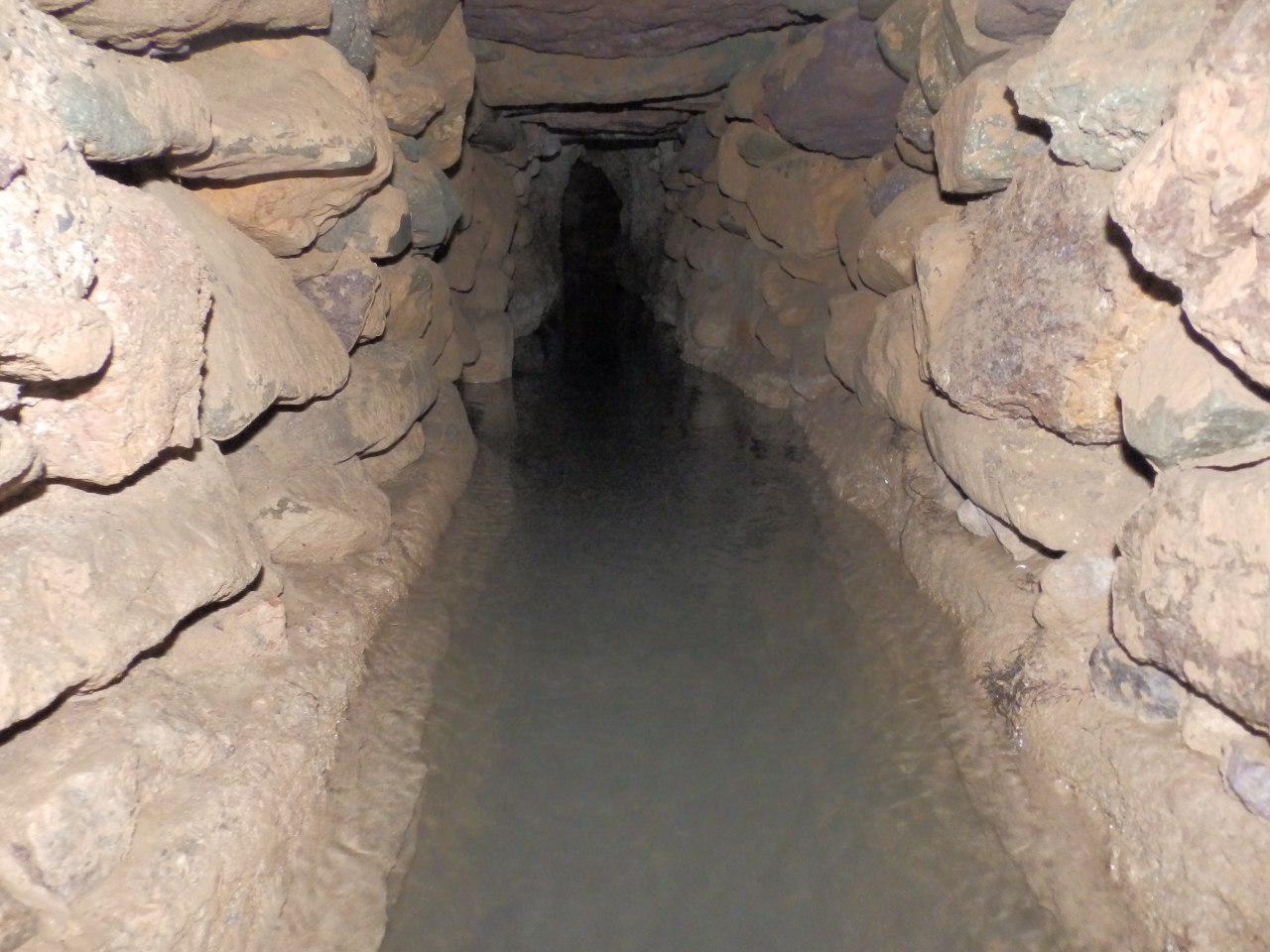
کاریز زیبَد گناباد در بدترین دوره خشکسالی یک قرن اخیر
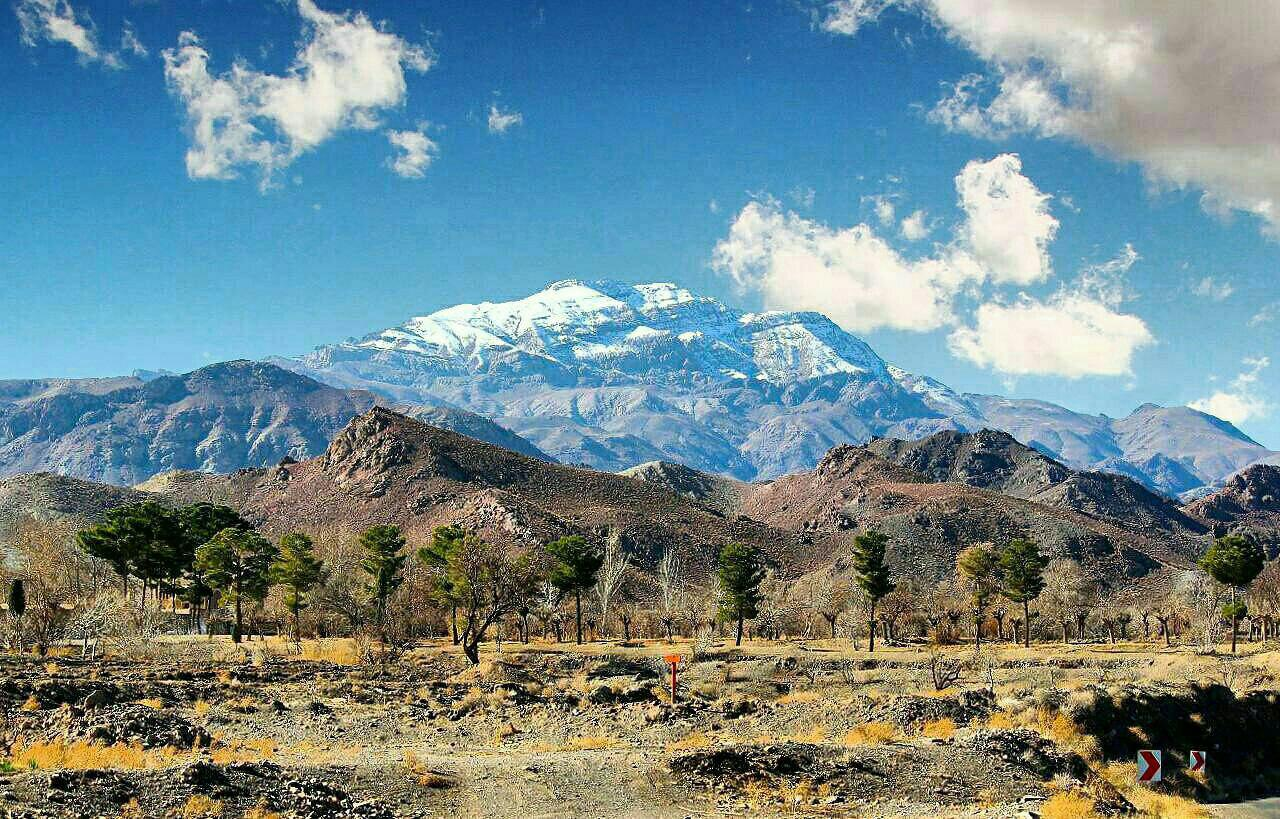
کوه زیبَد گناباد
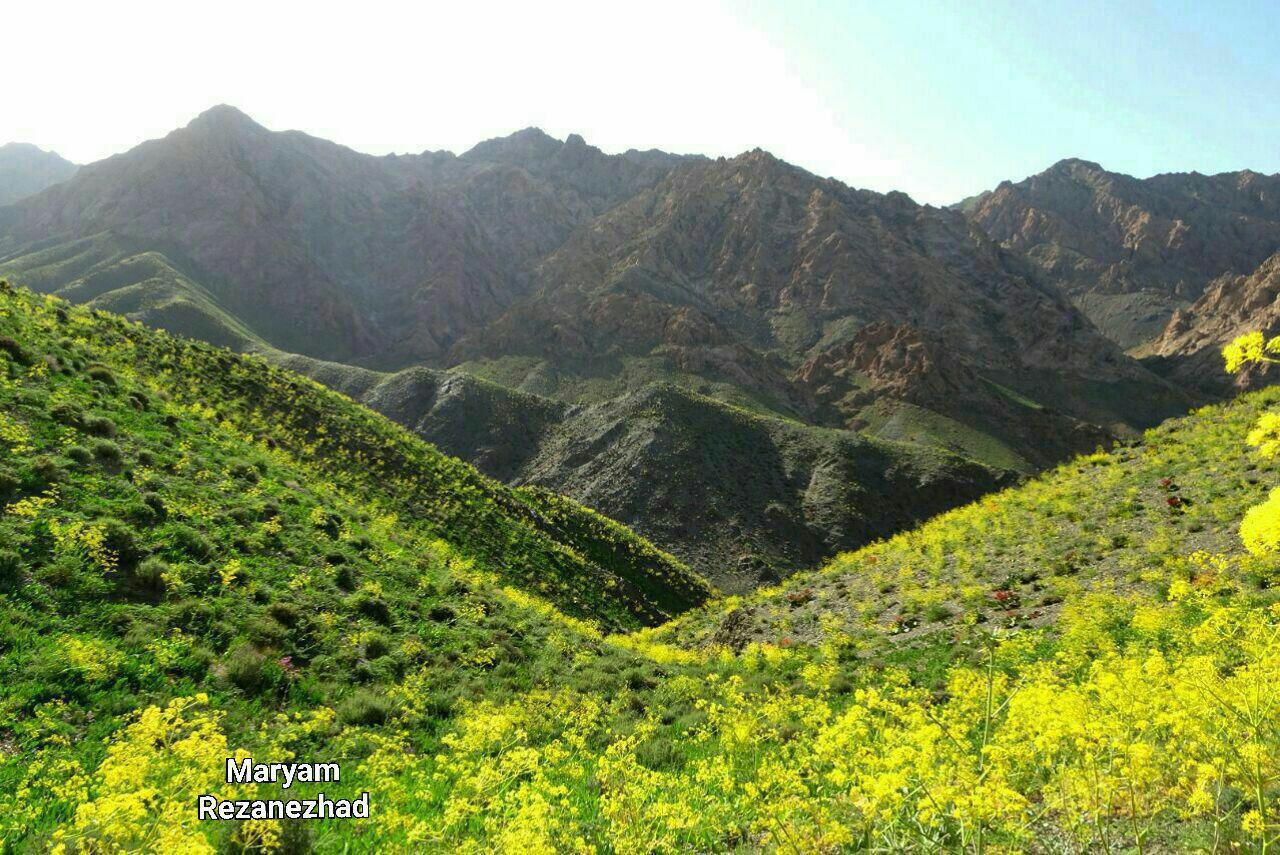
فرولا یا کومای زیبد
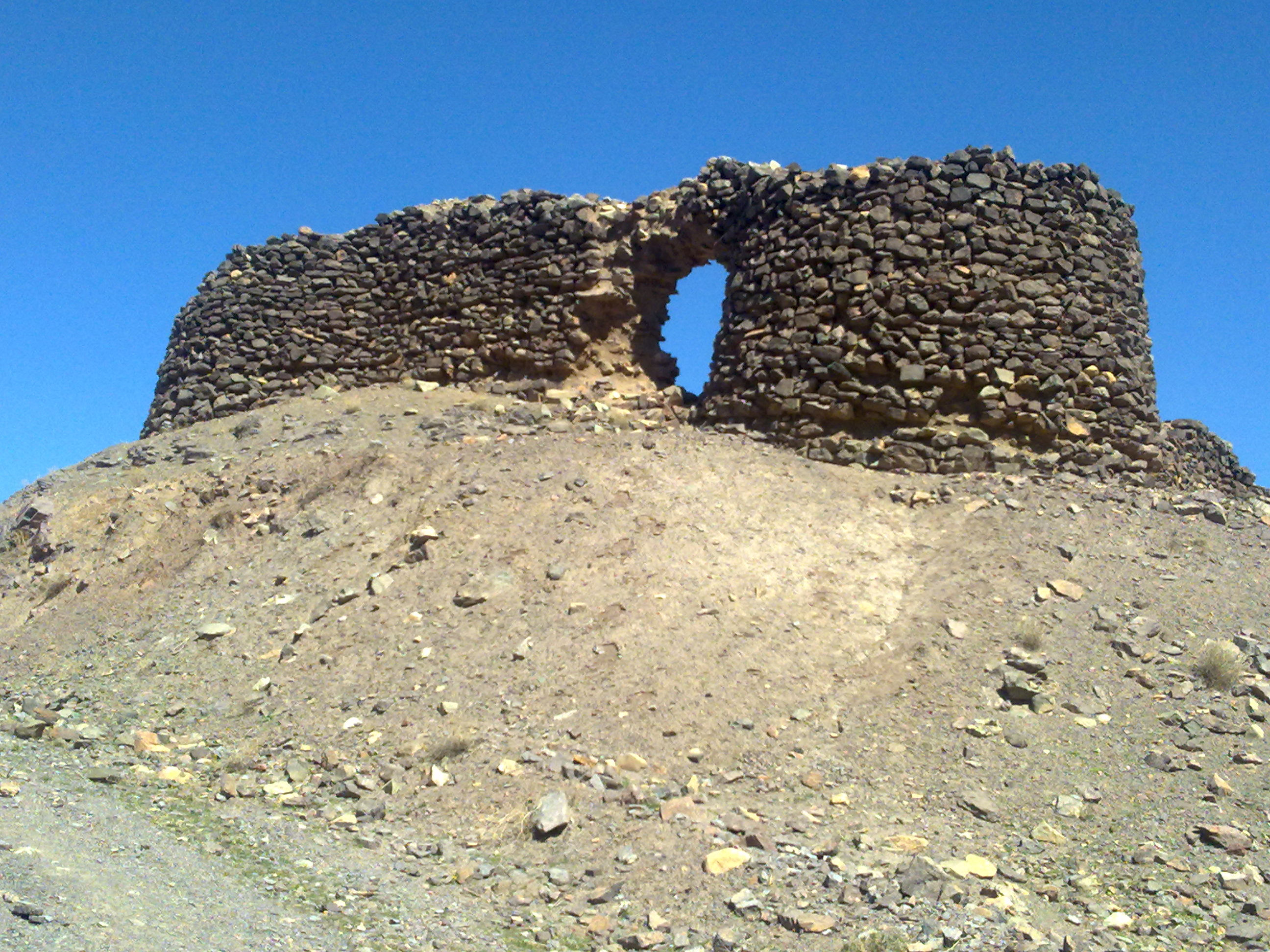
قلعه ۱۲رخ
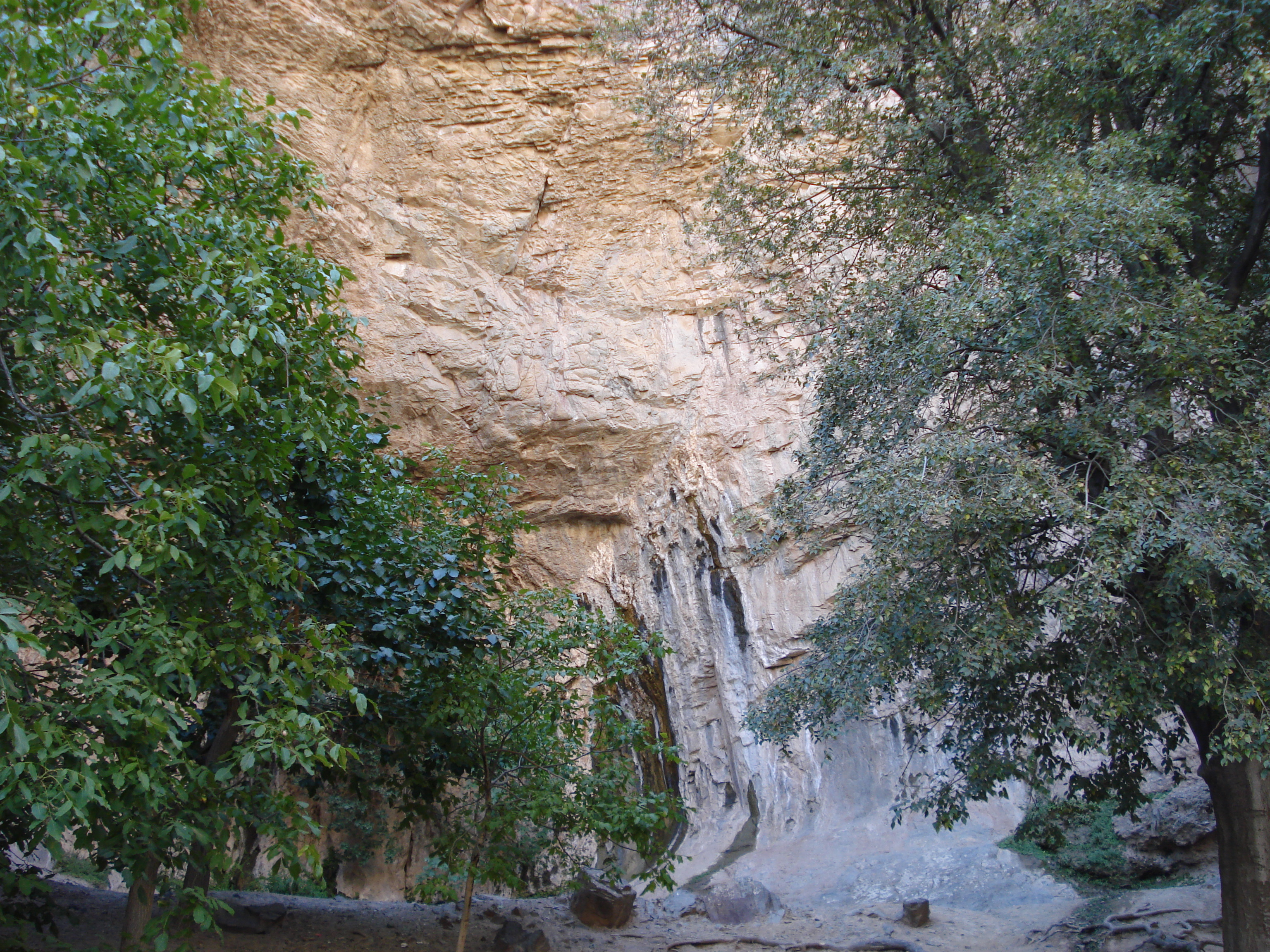
ایوان صوفه پیر
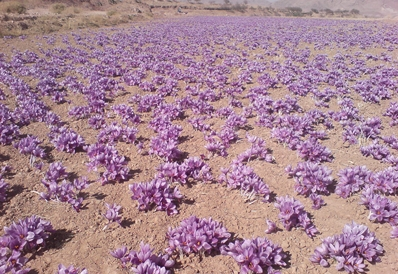
کشتمان زعفران دهستان زیبد
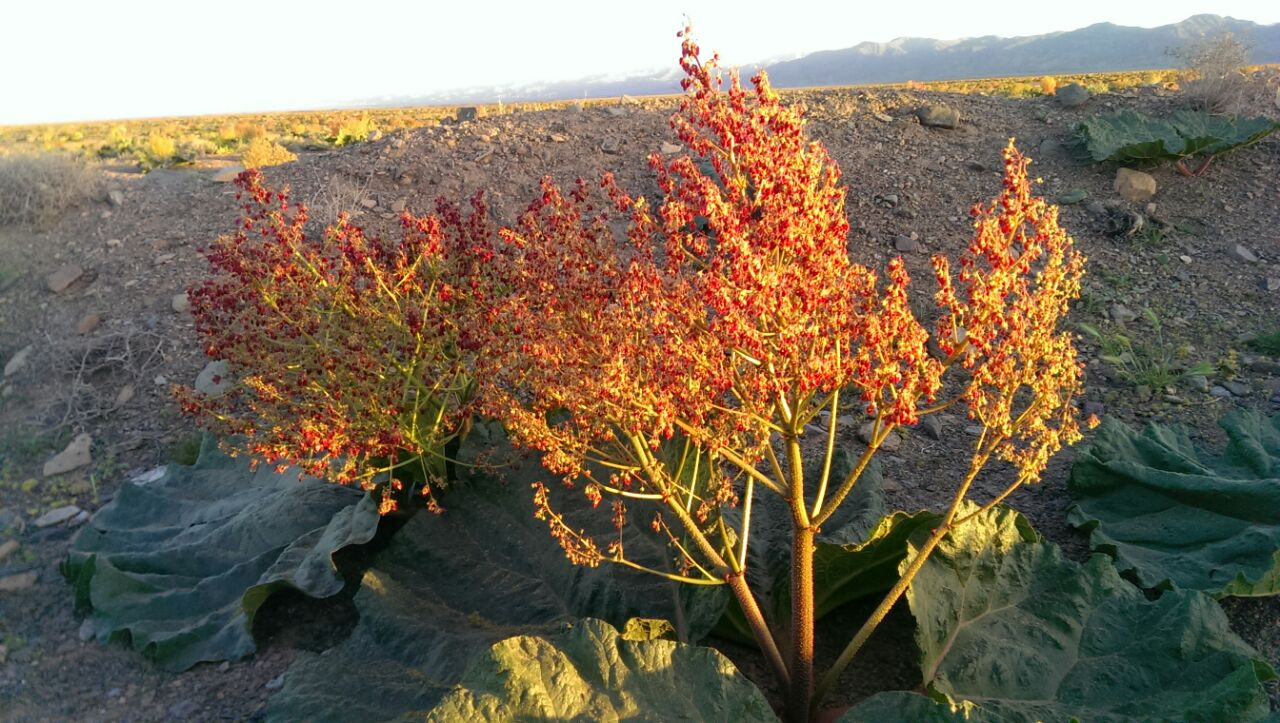
دشت ریواس
زیبد گناباد
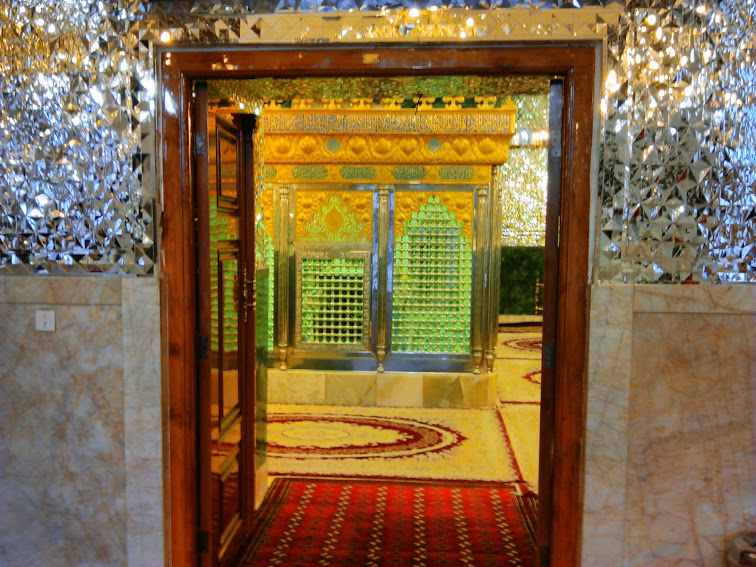
مزار شهر کاخک
قلعه ساسانی زیبد
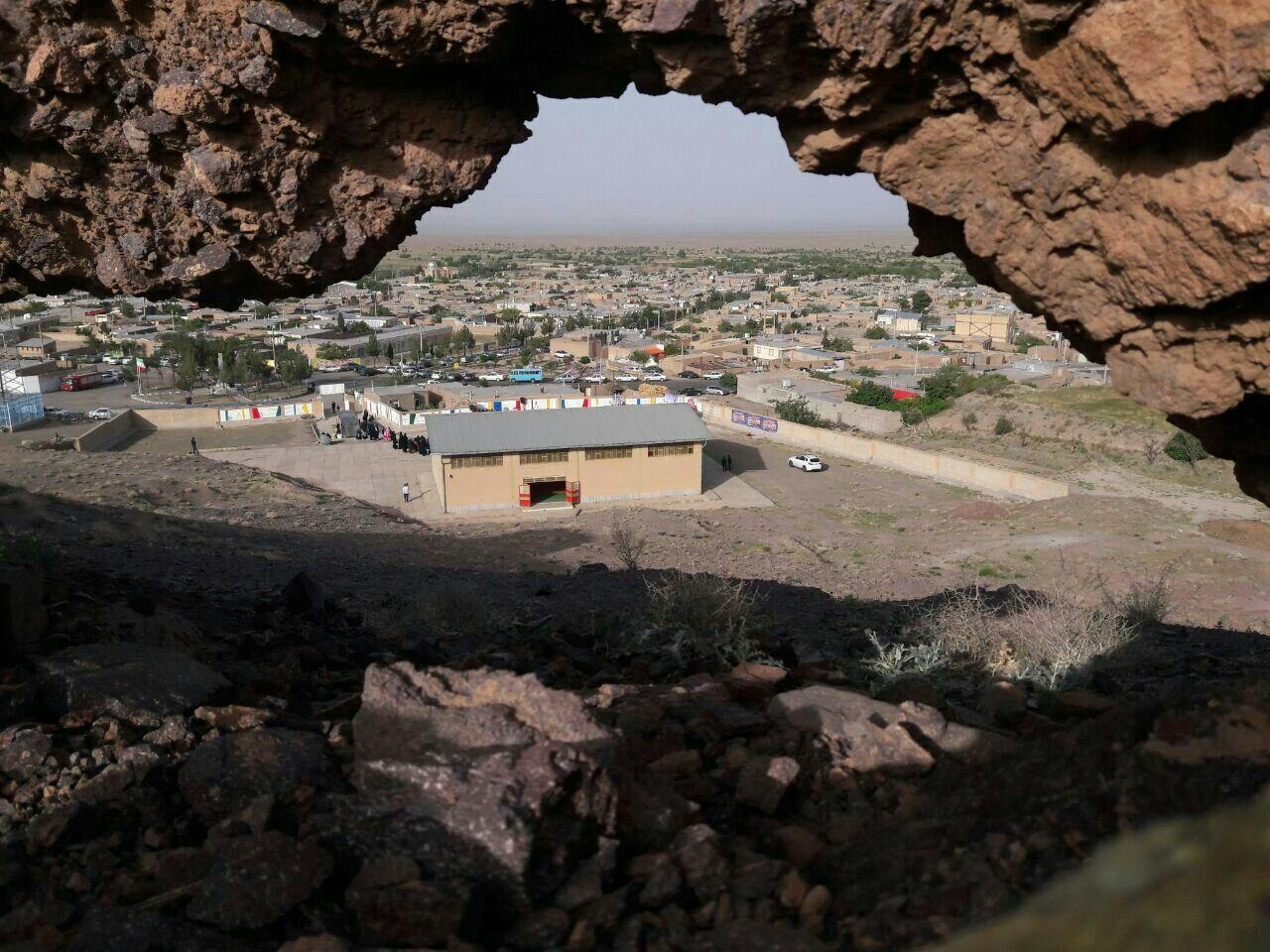
قلعه زیبد
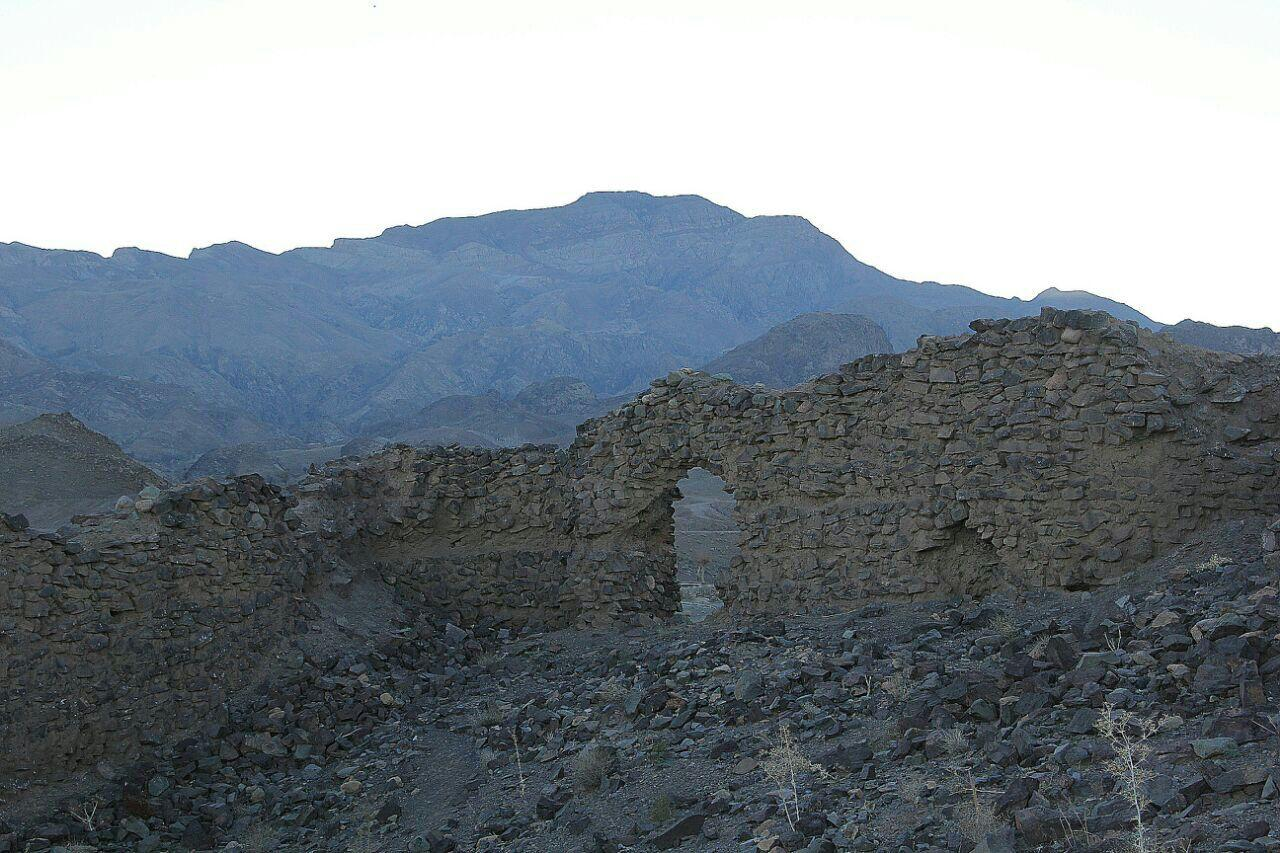
Zibad Castle
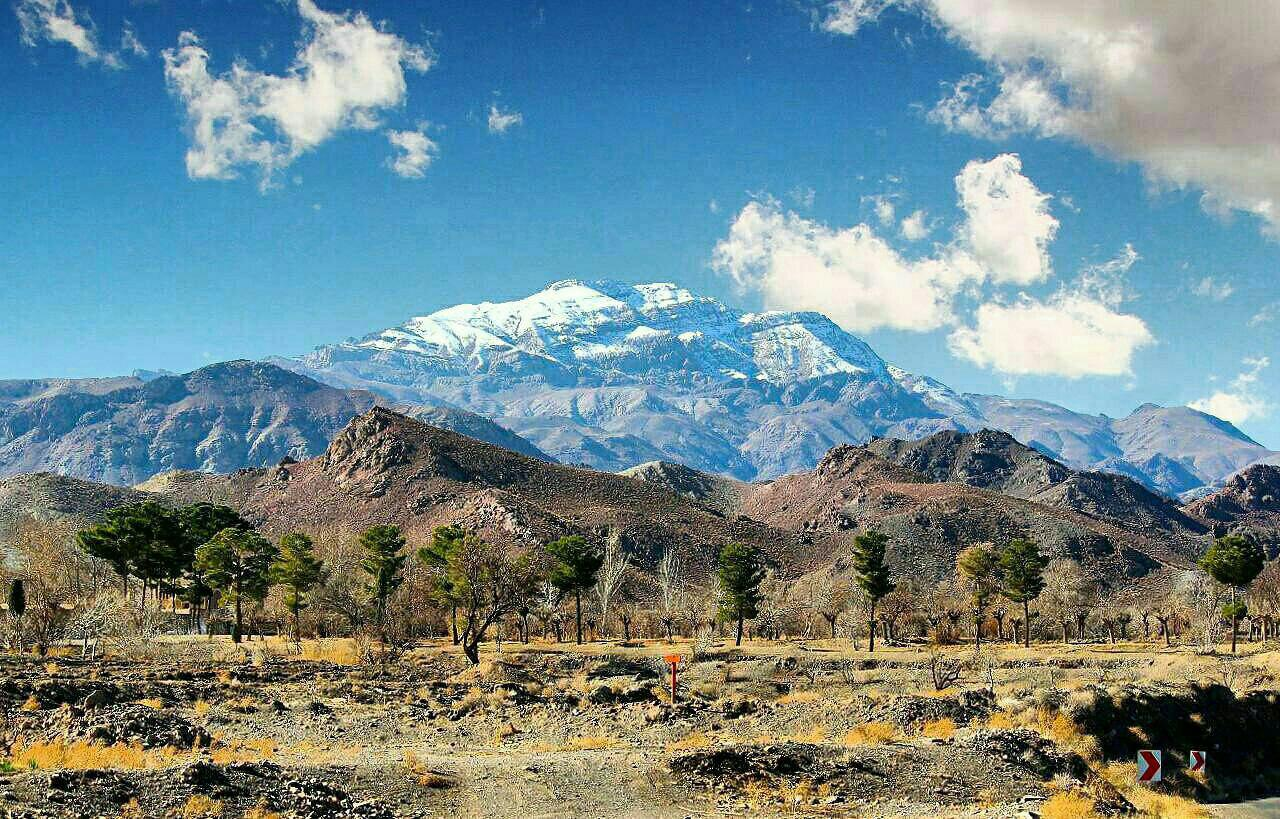
کوه زیبَد
شووچلگی یلدا در زیبد
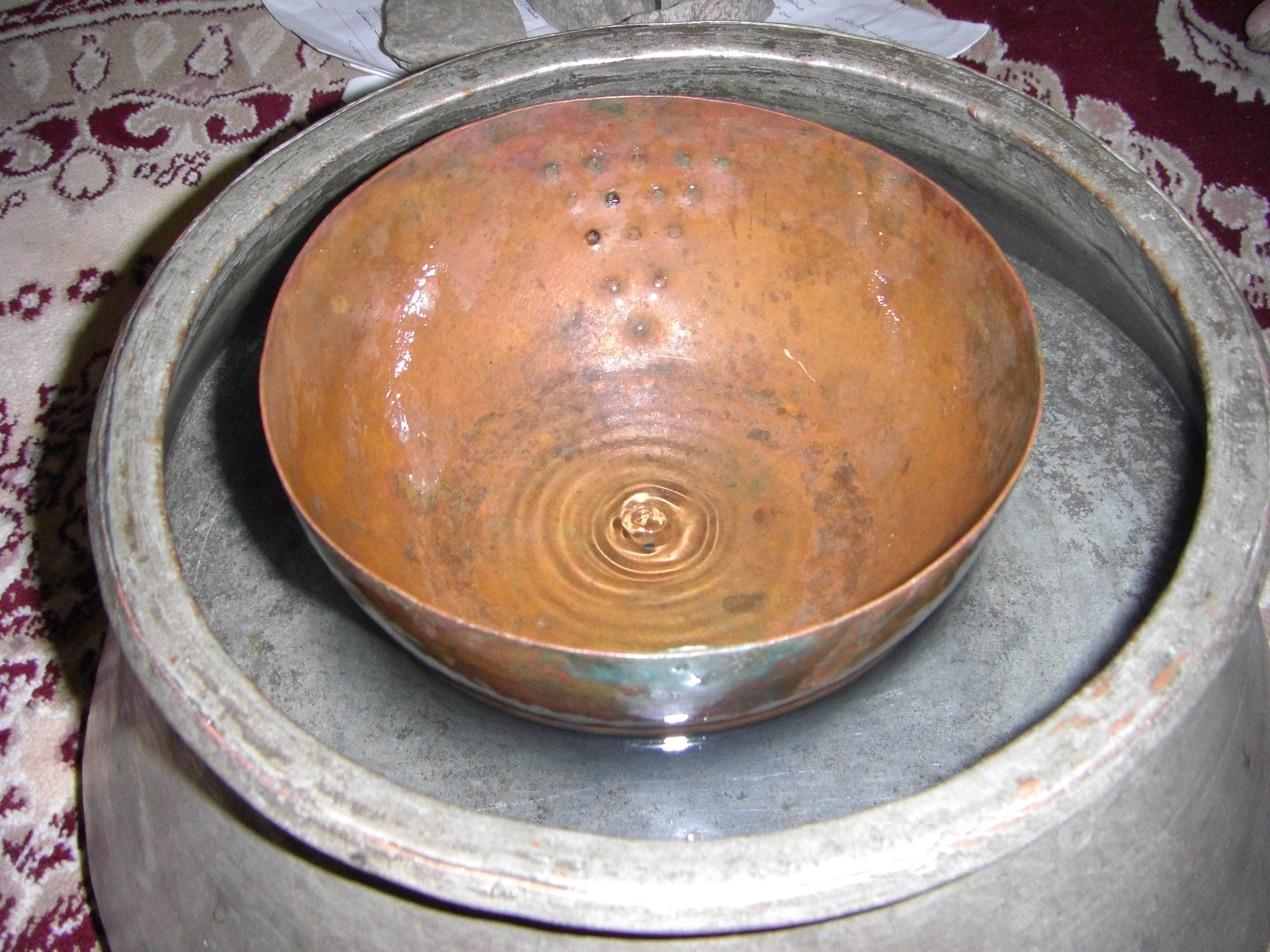
ساعت آبی سنجش زمان در کاریز زیبد گناباد
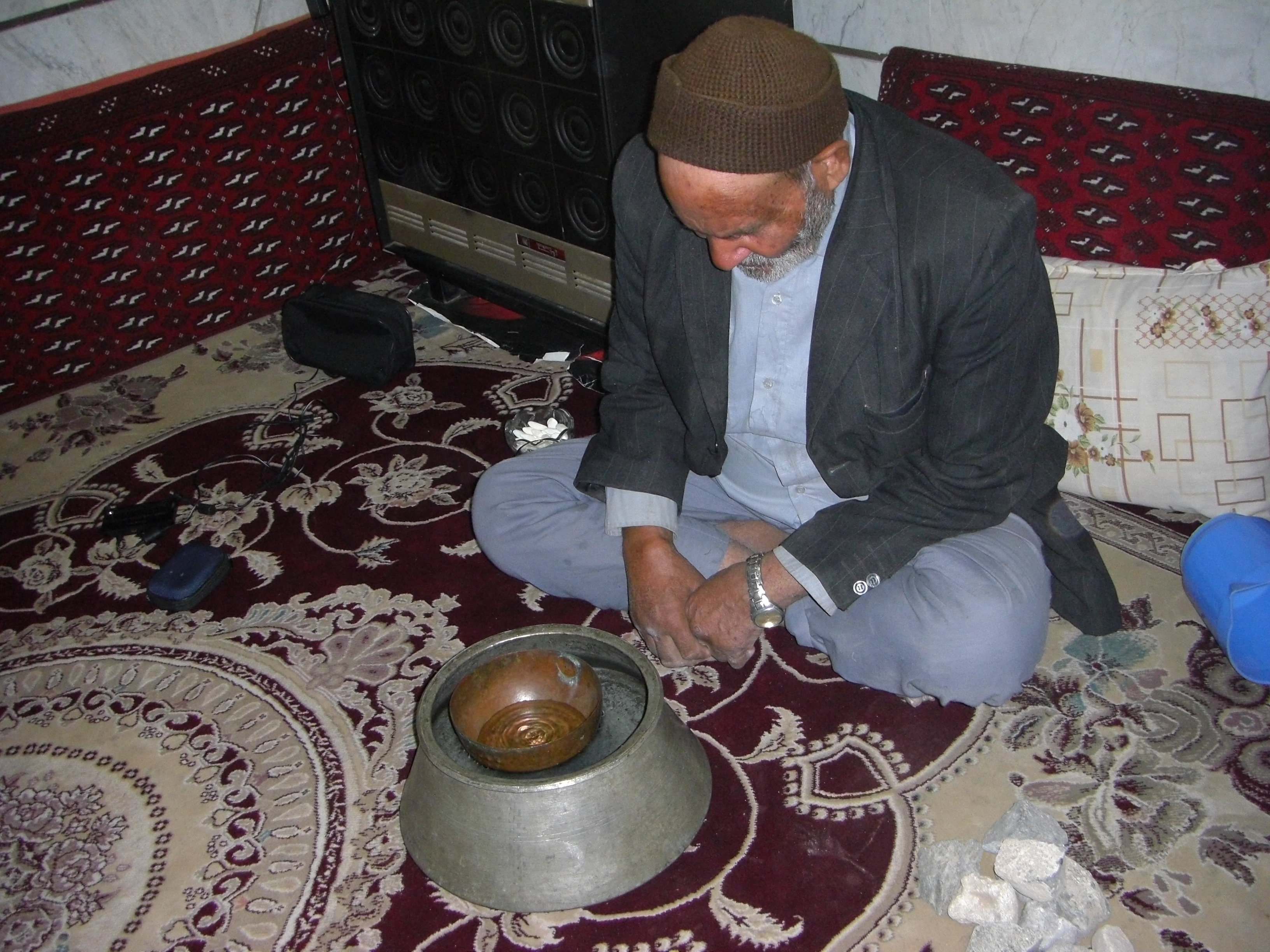
آخرین میراب سنتی نگهبان ساعت آبی قدیمی زیبد.مرحوم حجی اسماعیل
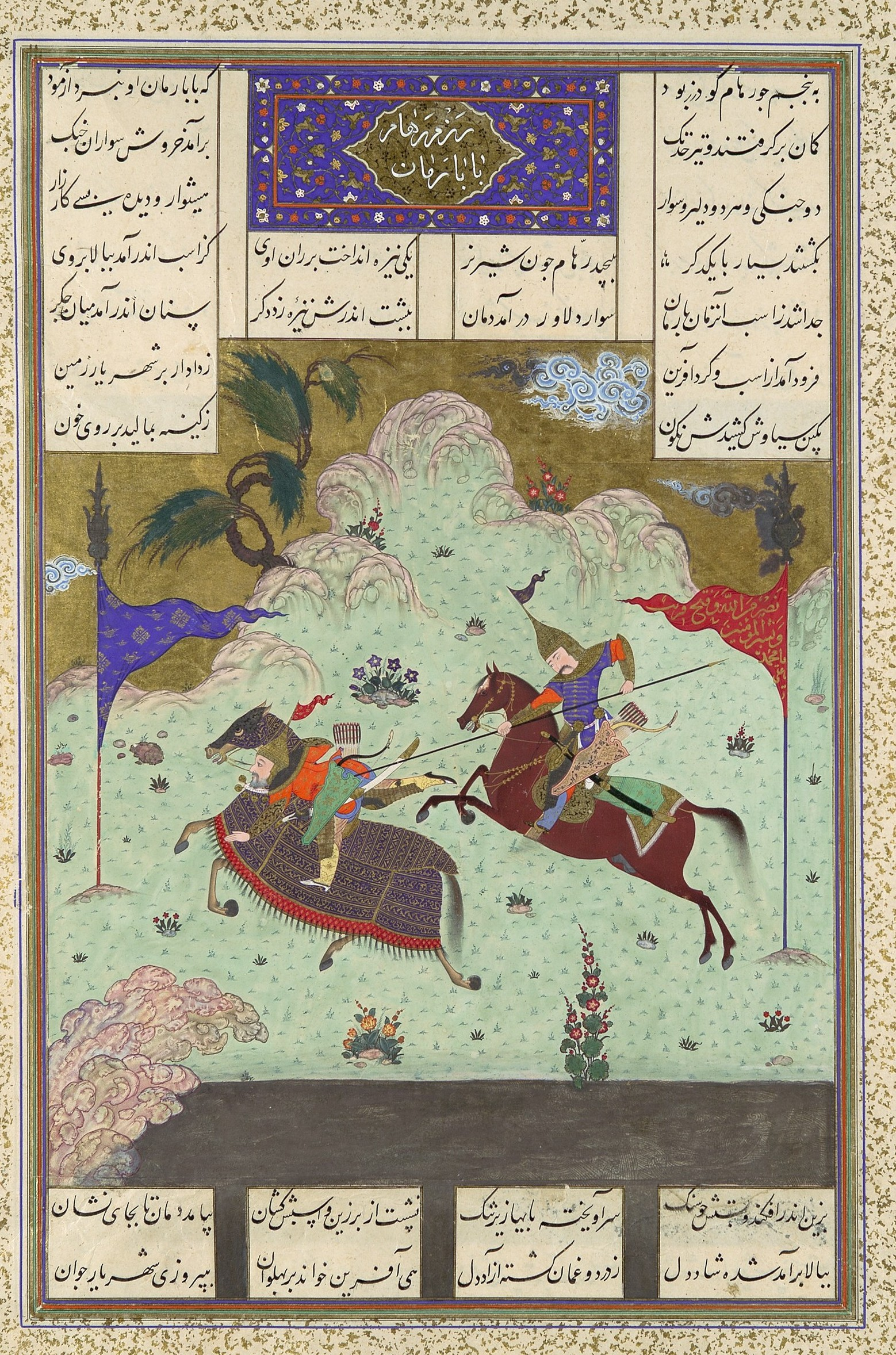
رُهام و بارمان
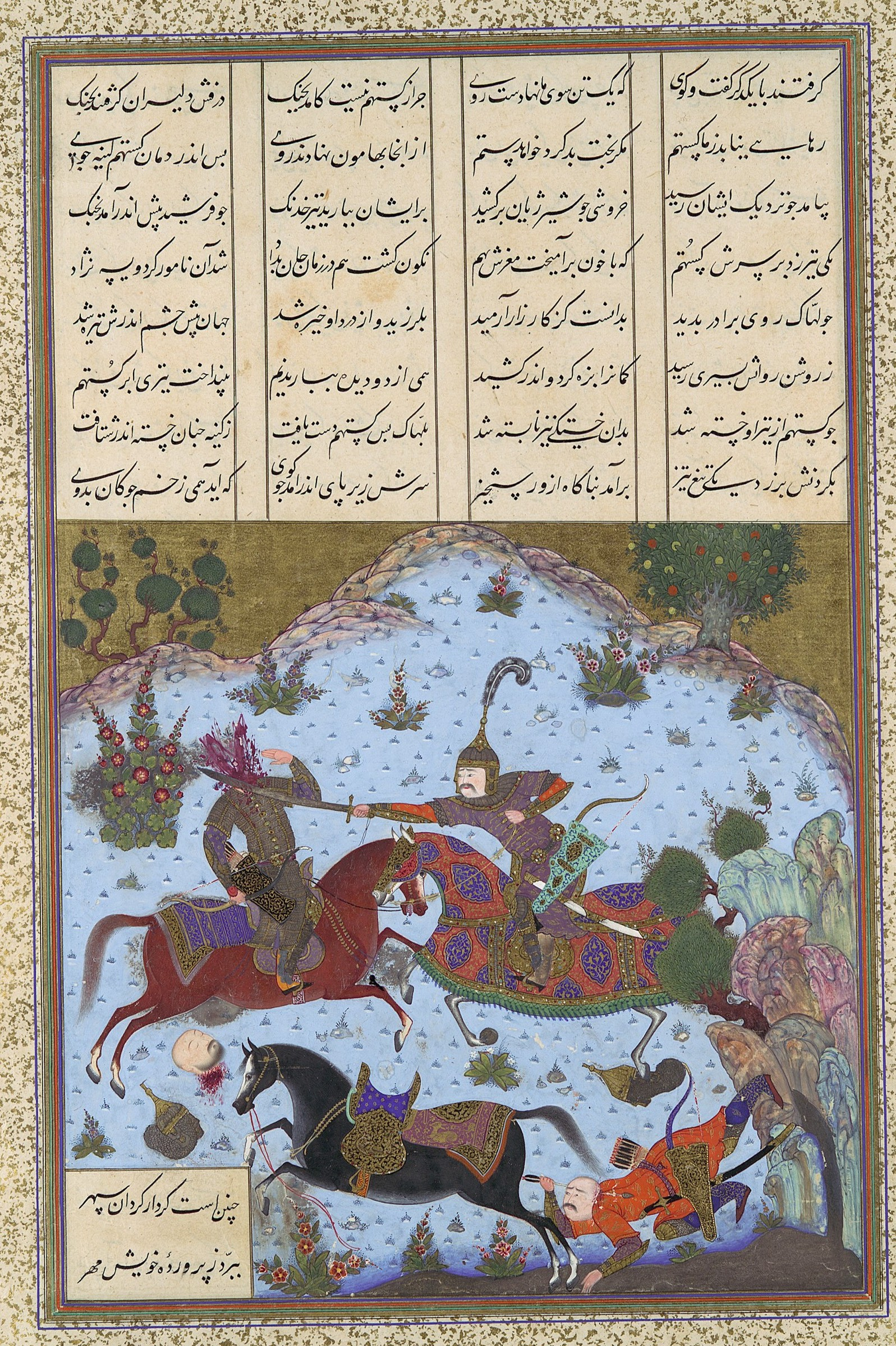
لهاک و فرشیدورد
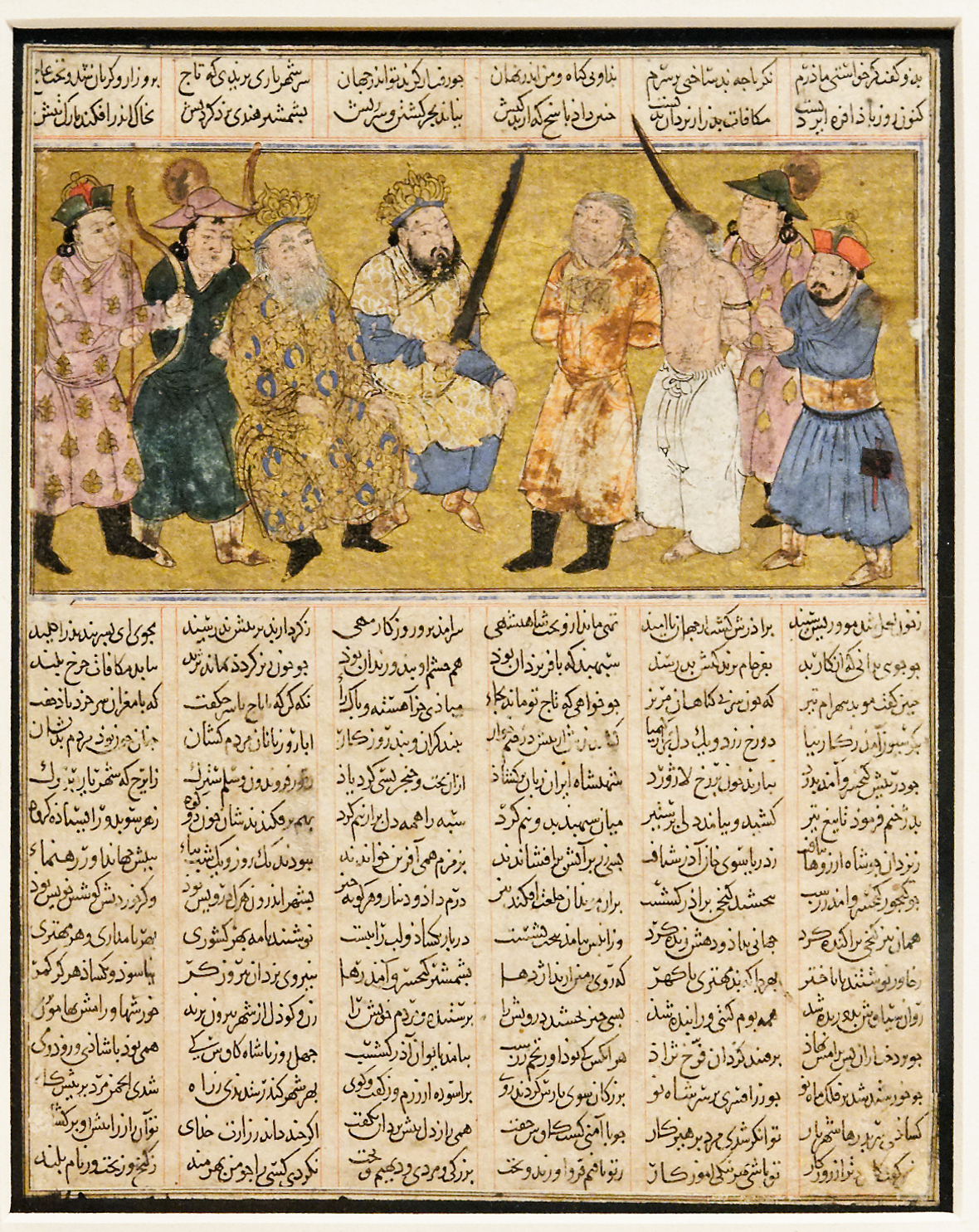
اسارت افراسیاب نزد کیخسرو
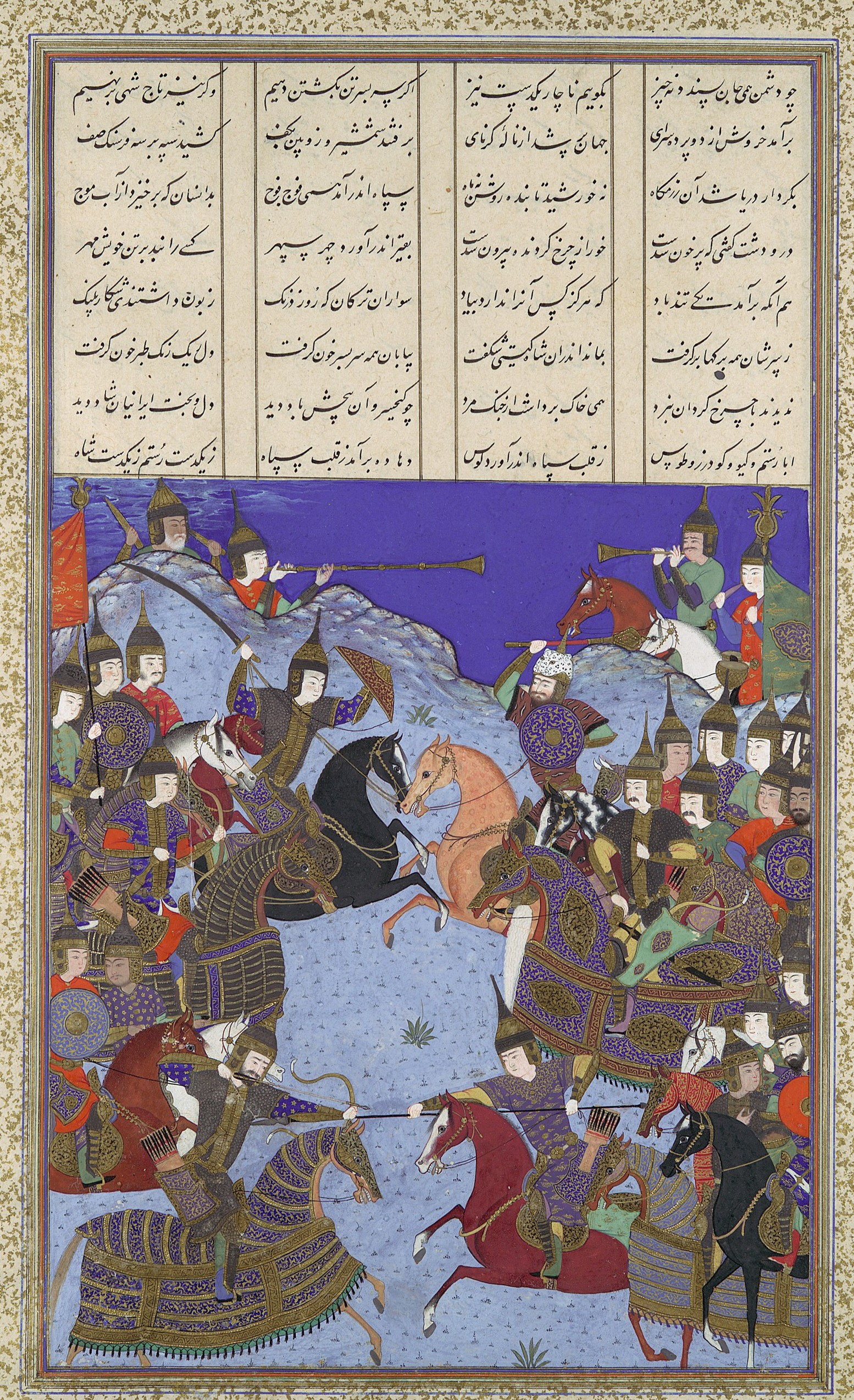
نبرد کیخسرو و افراسیاب
چشم انداز دژ زیبَد
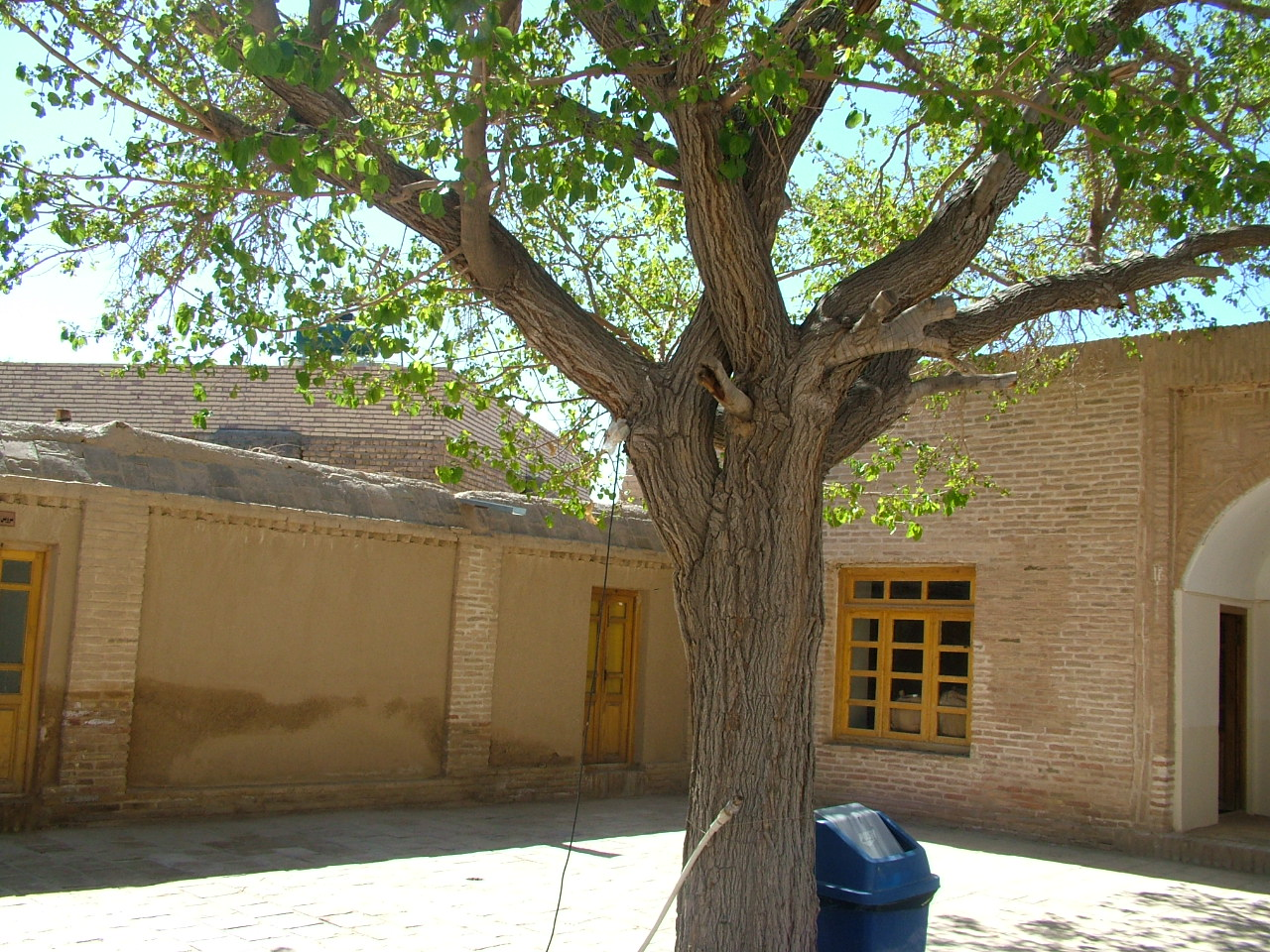
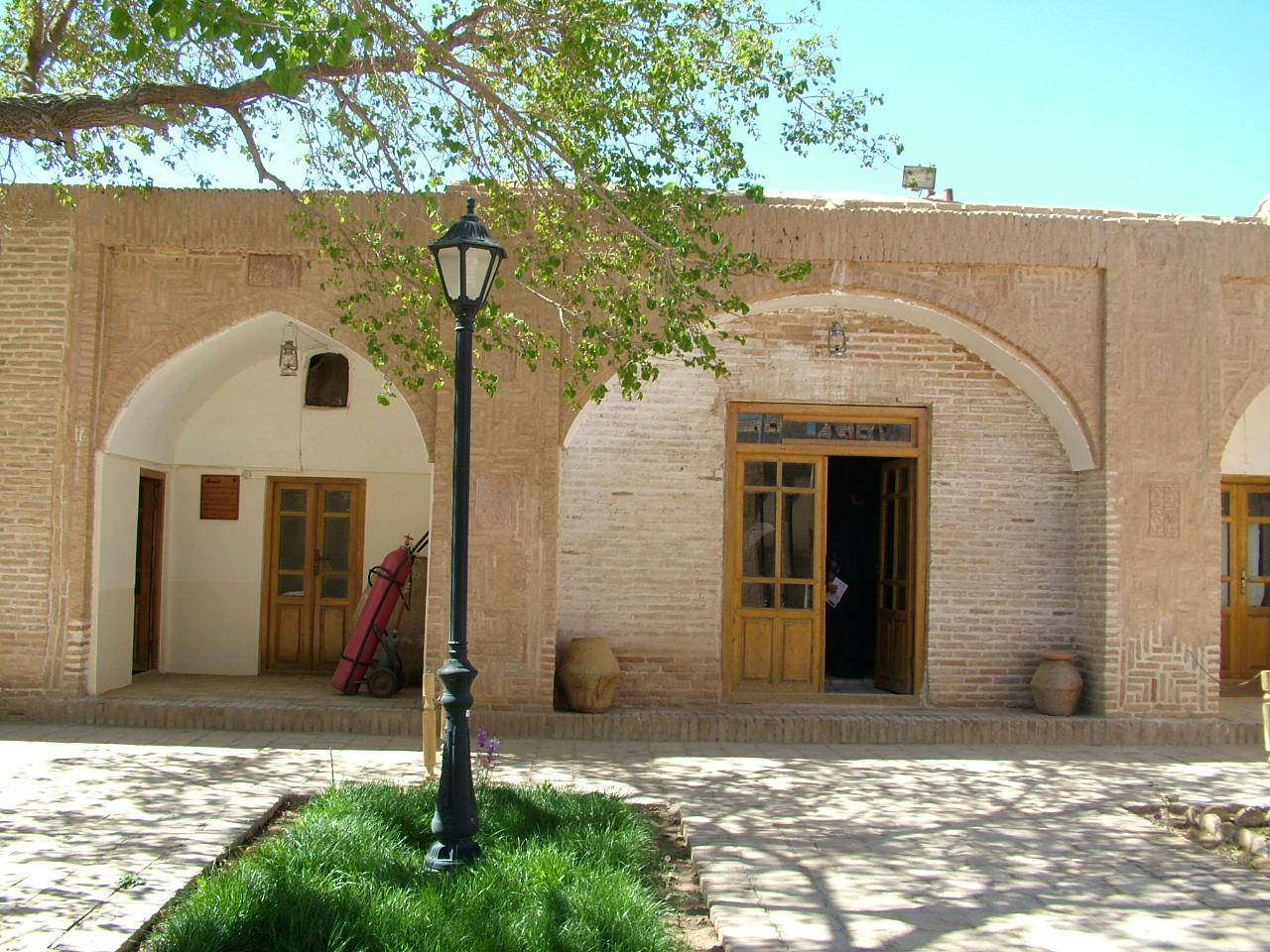
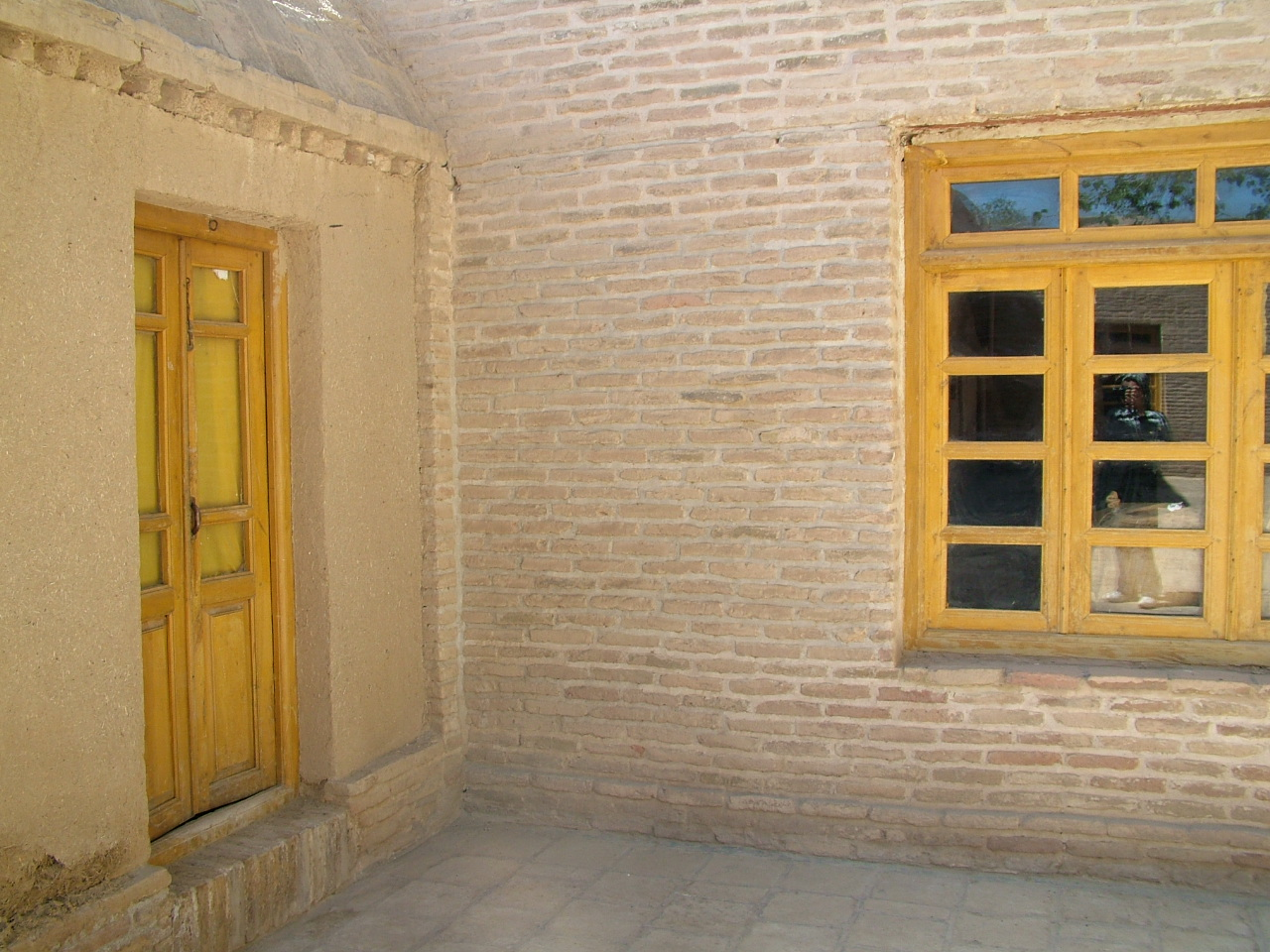
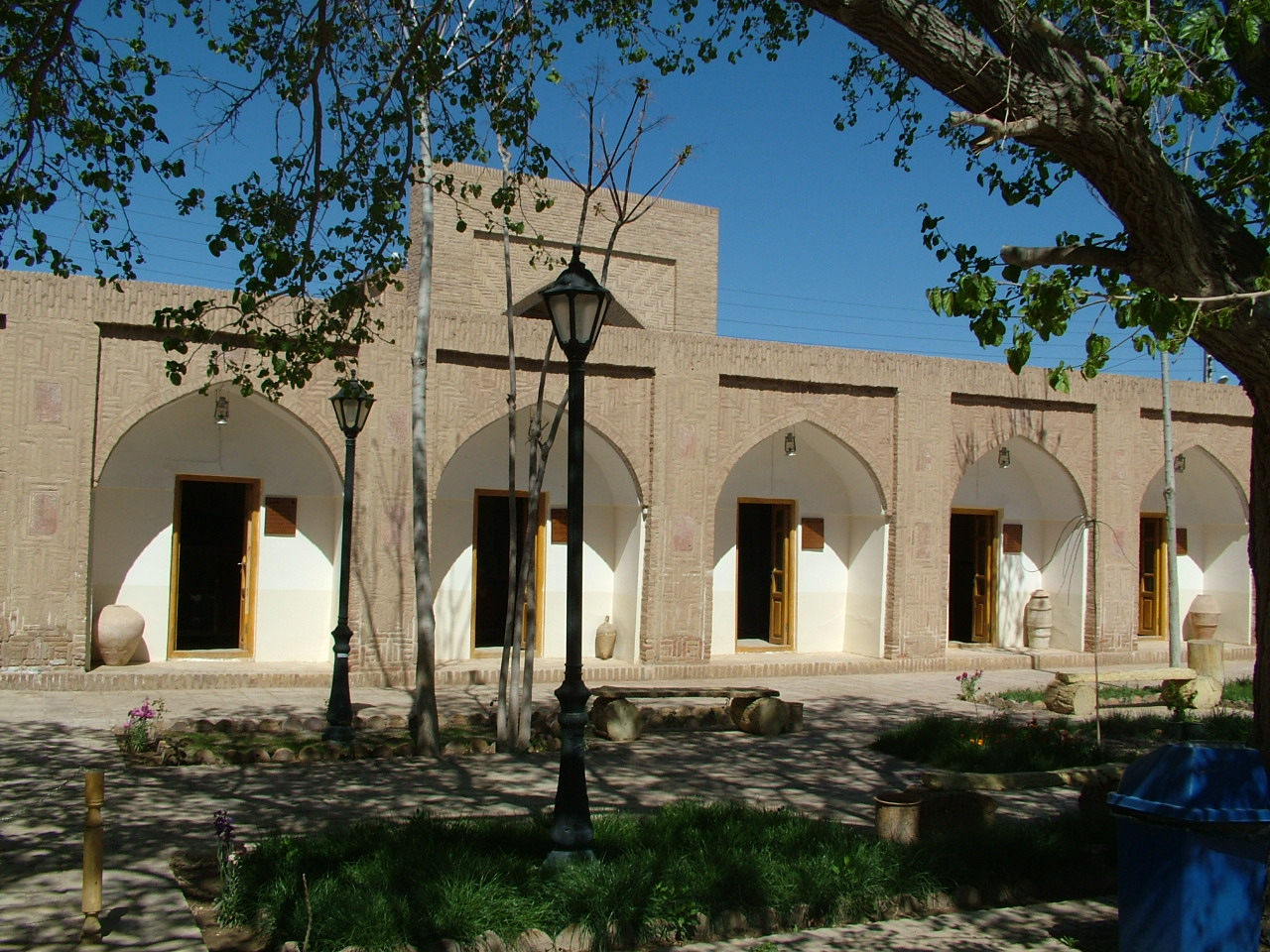
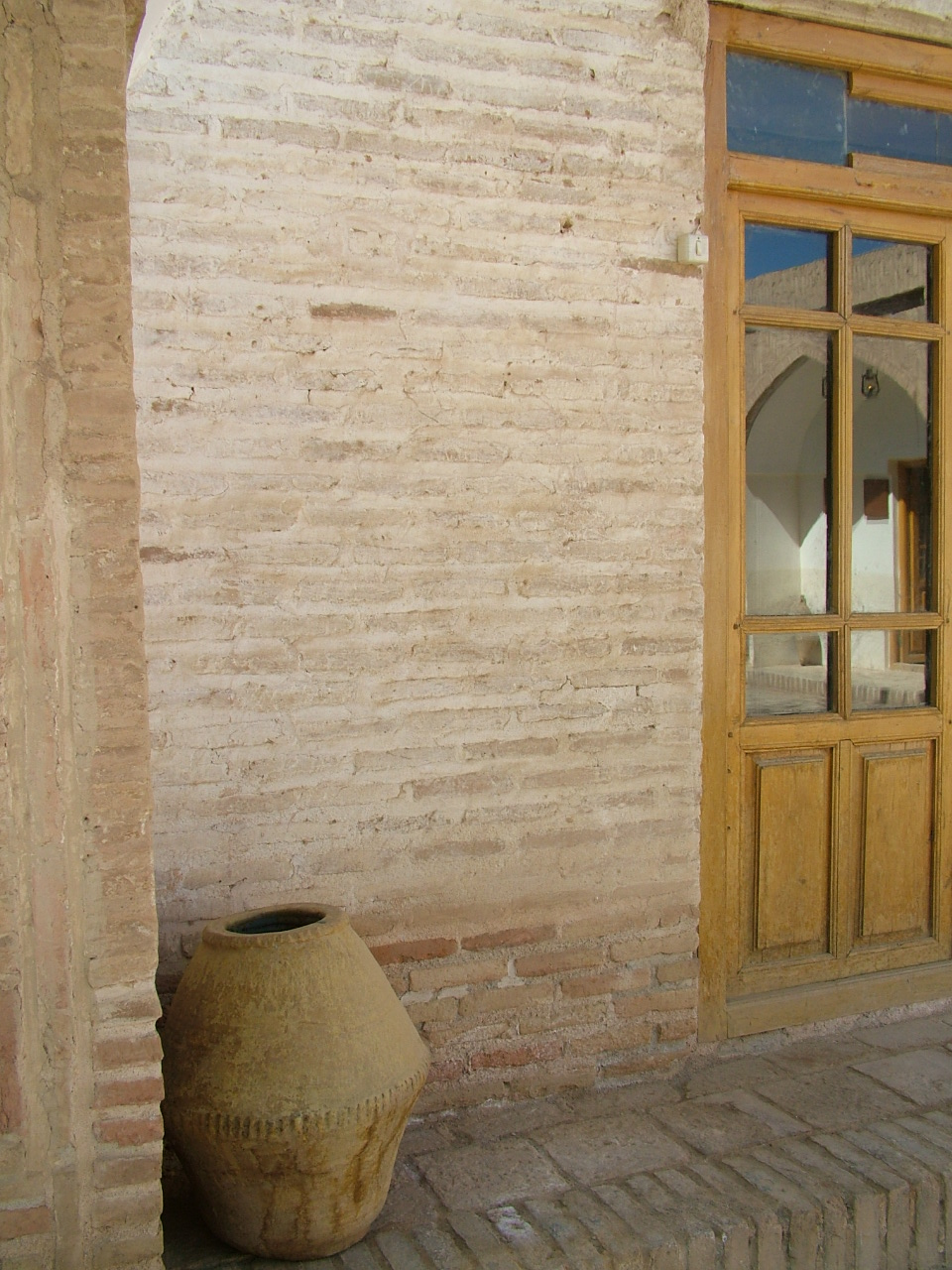
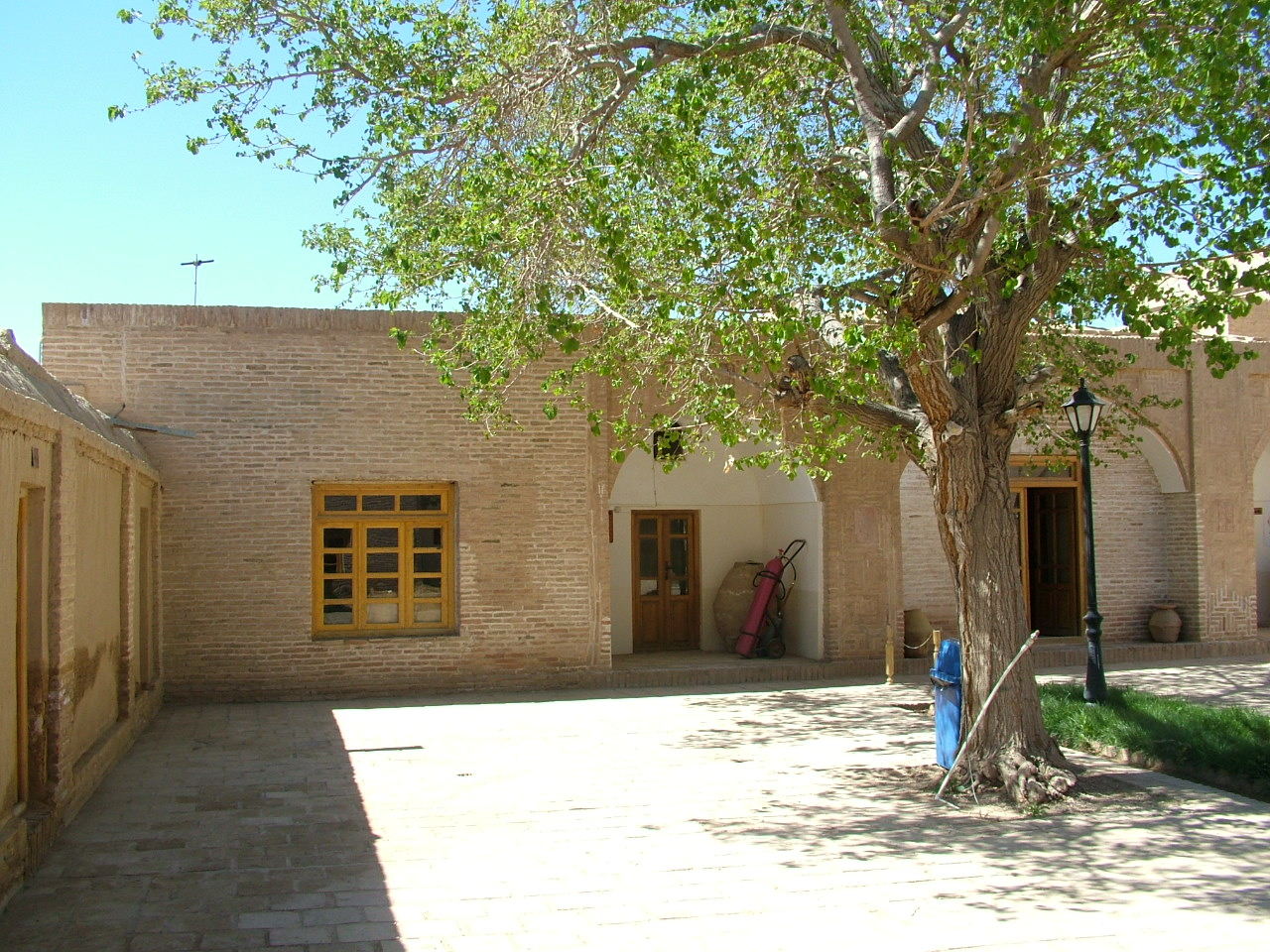
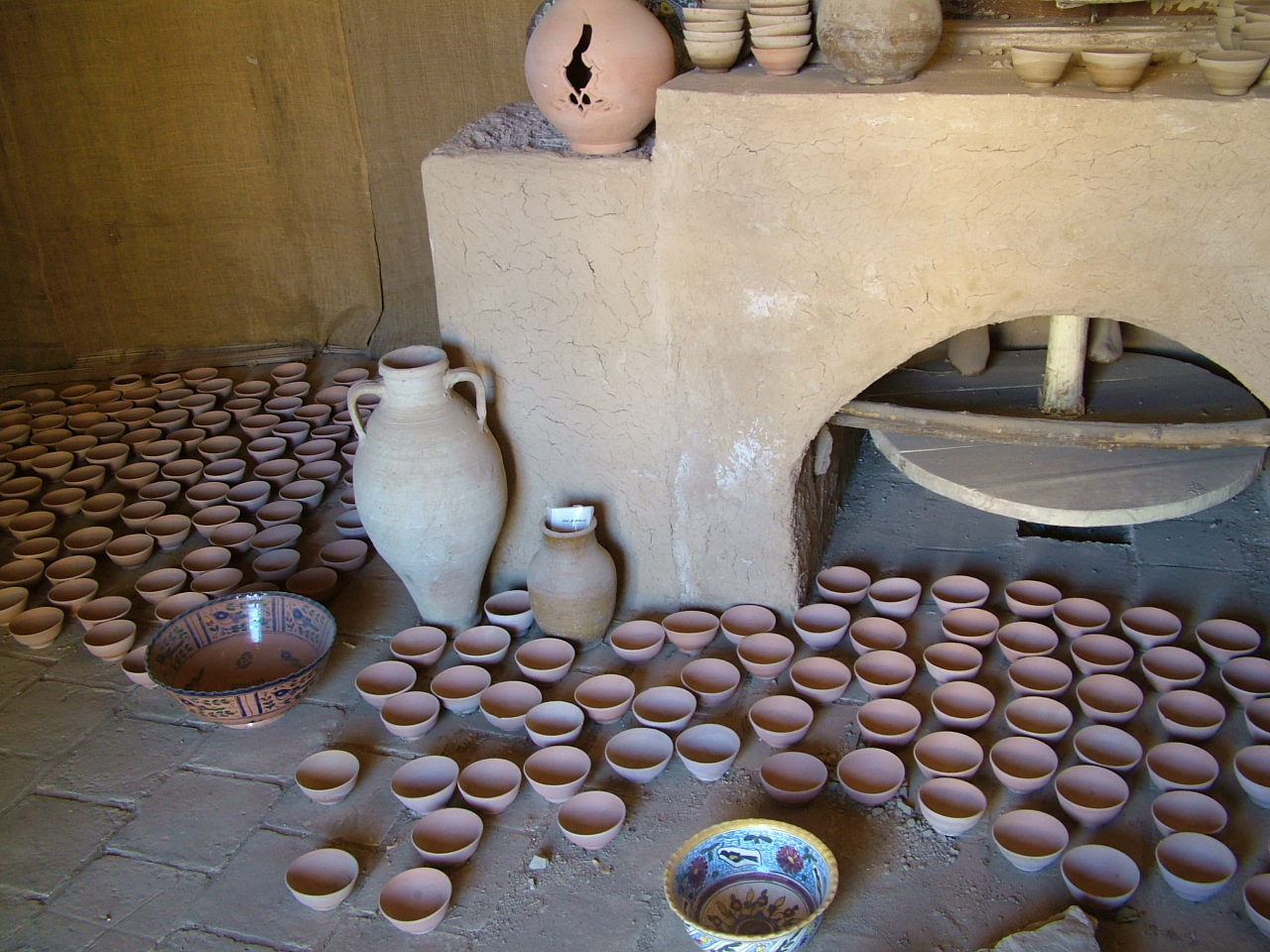
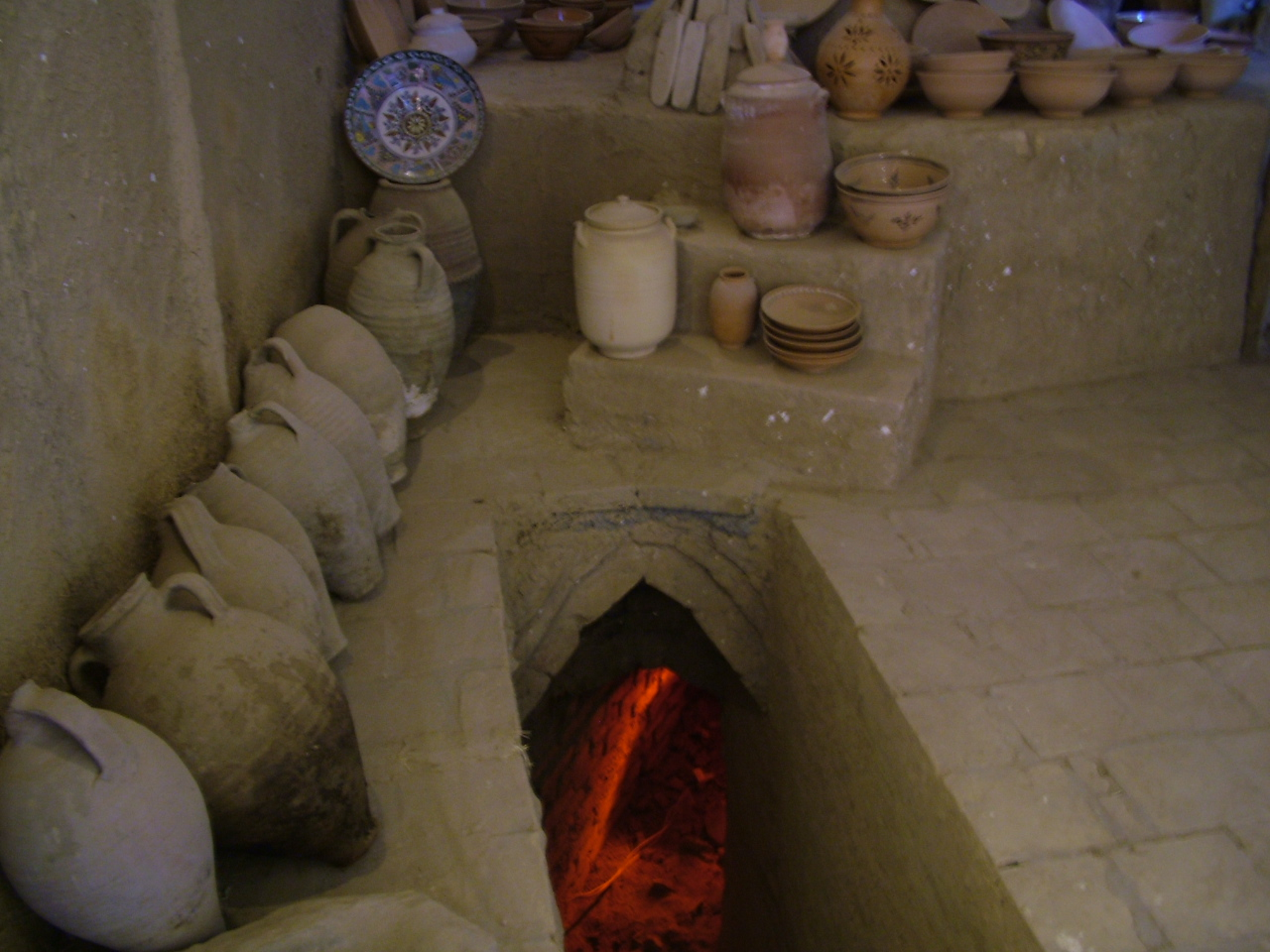
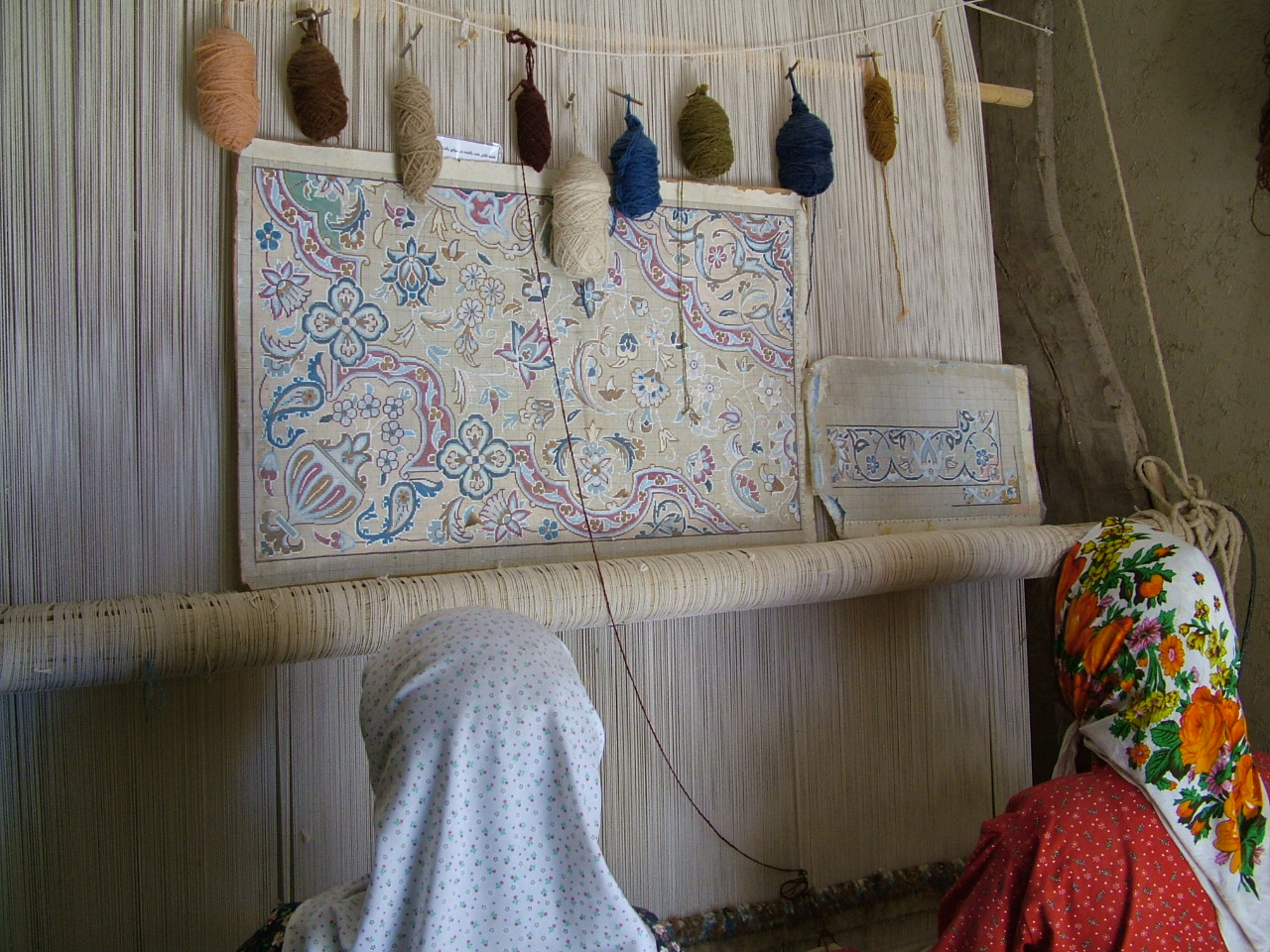
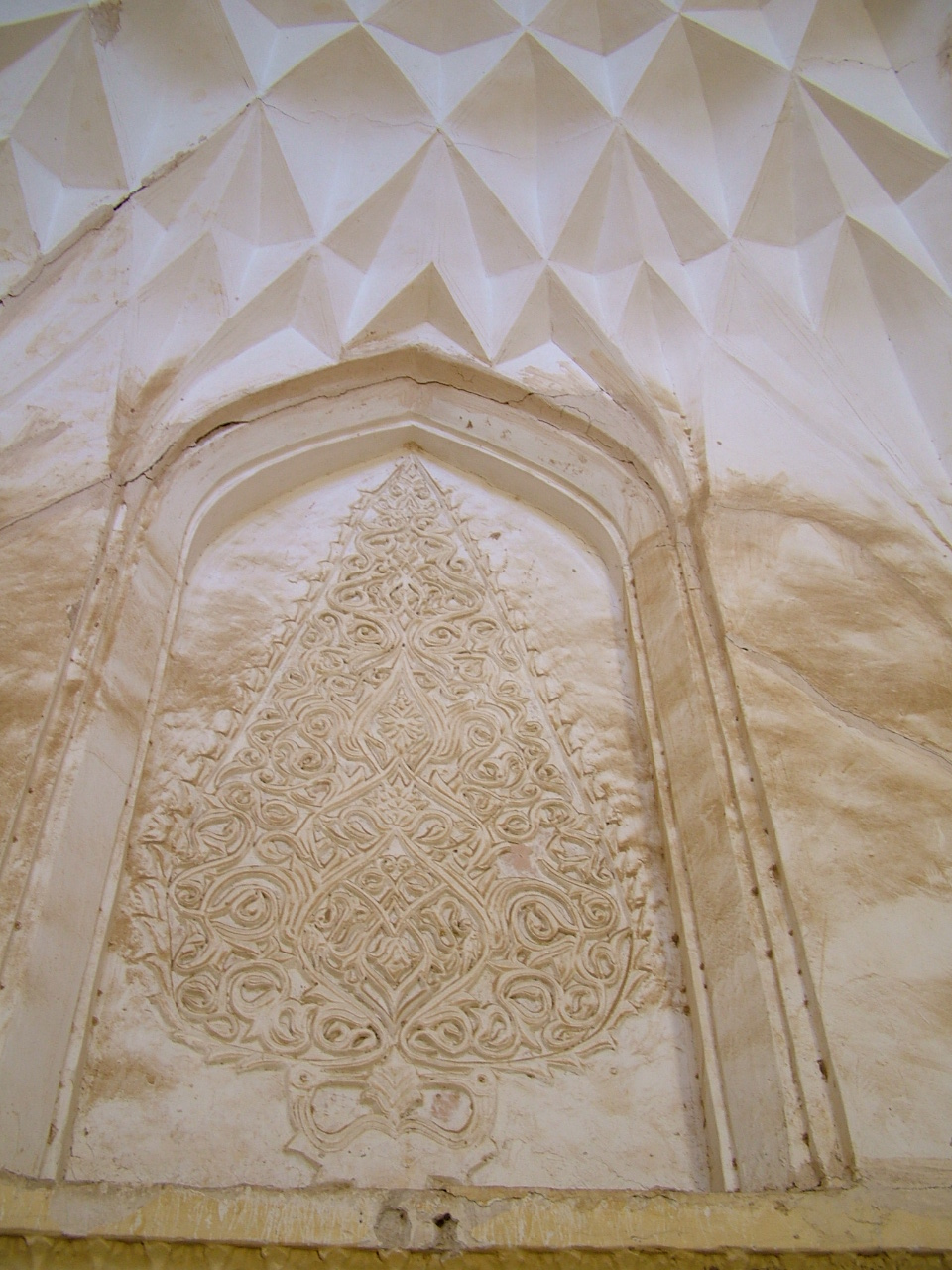
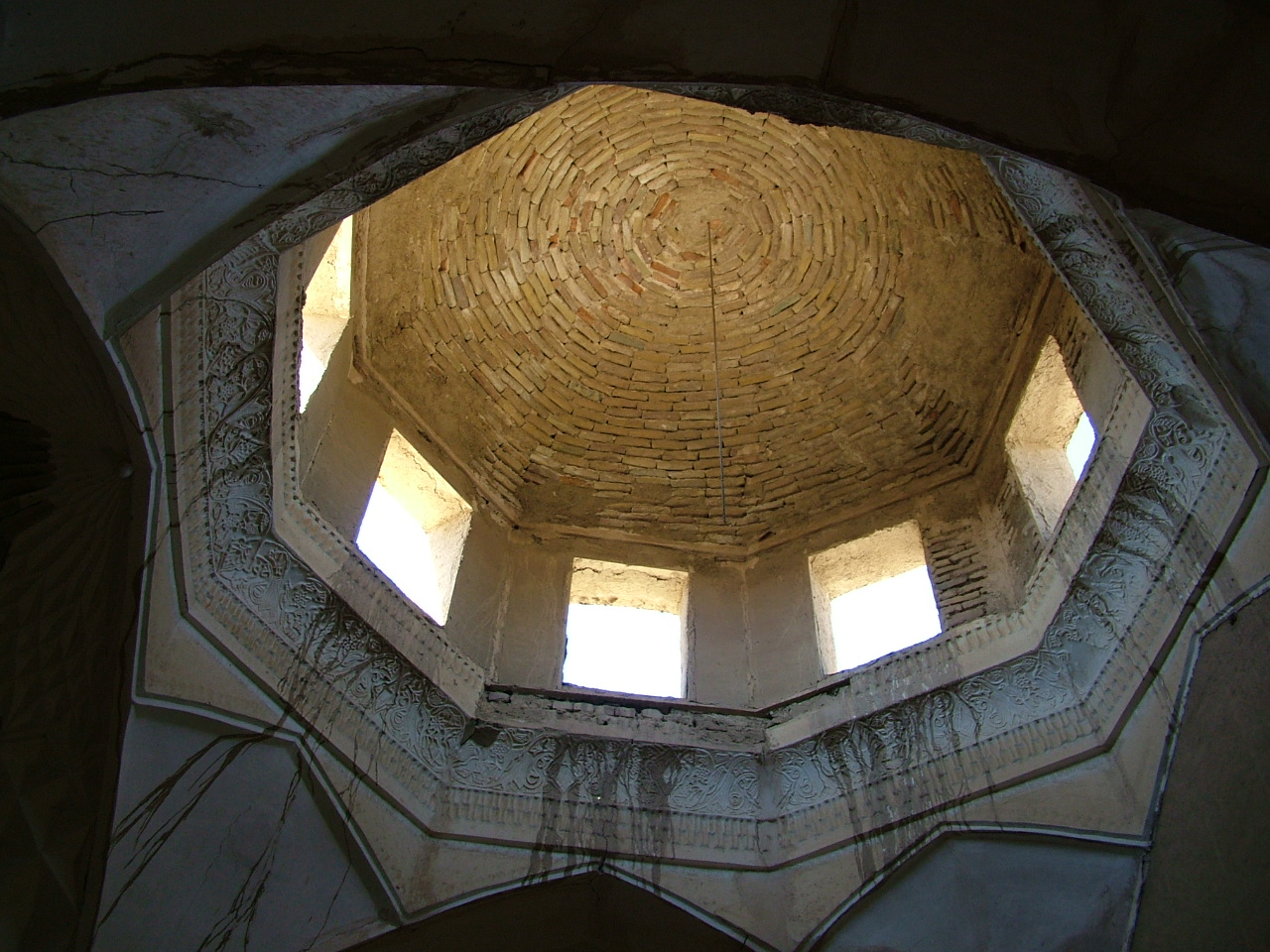
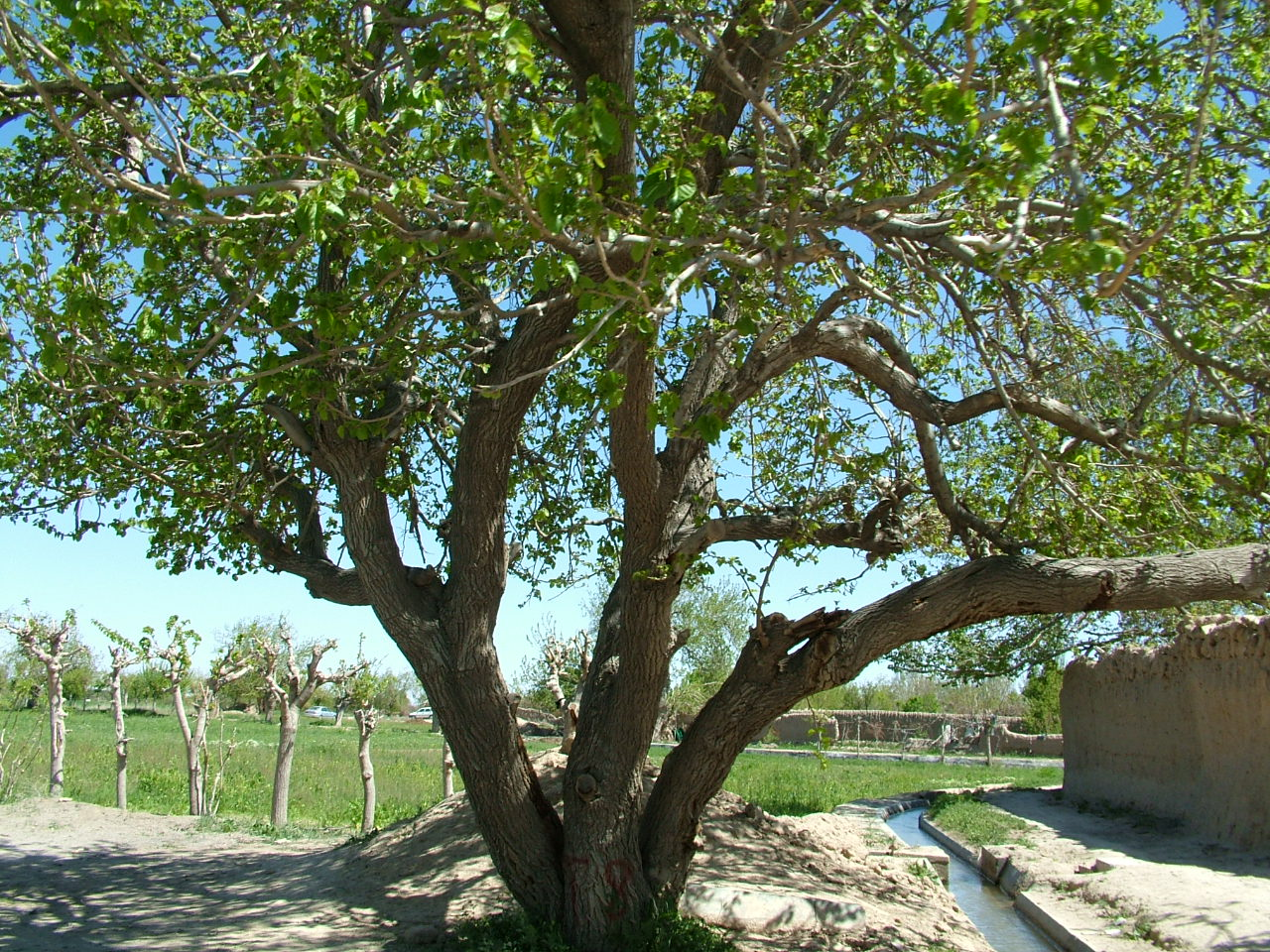
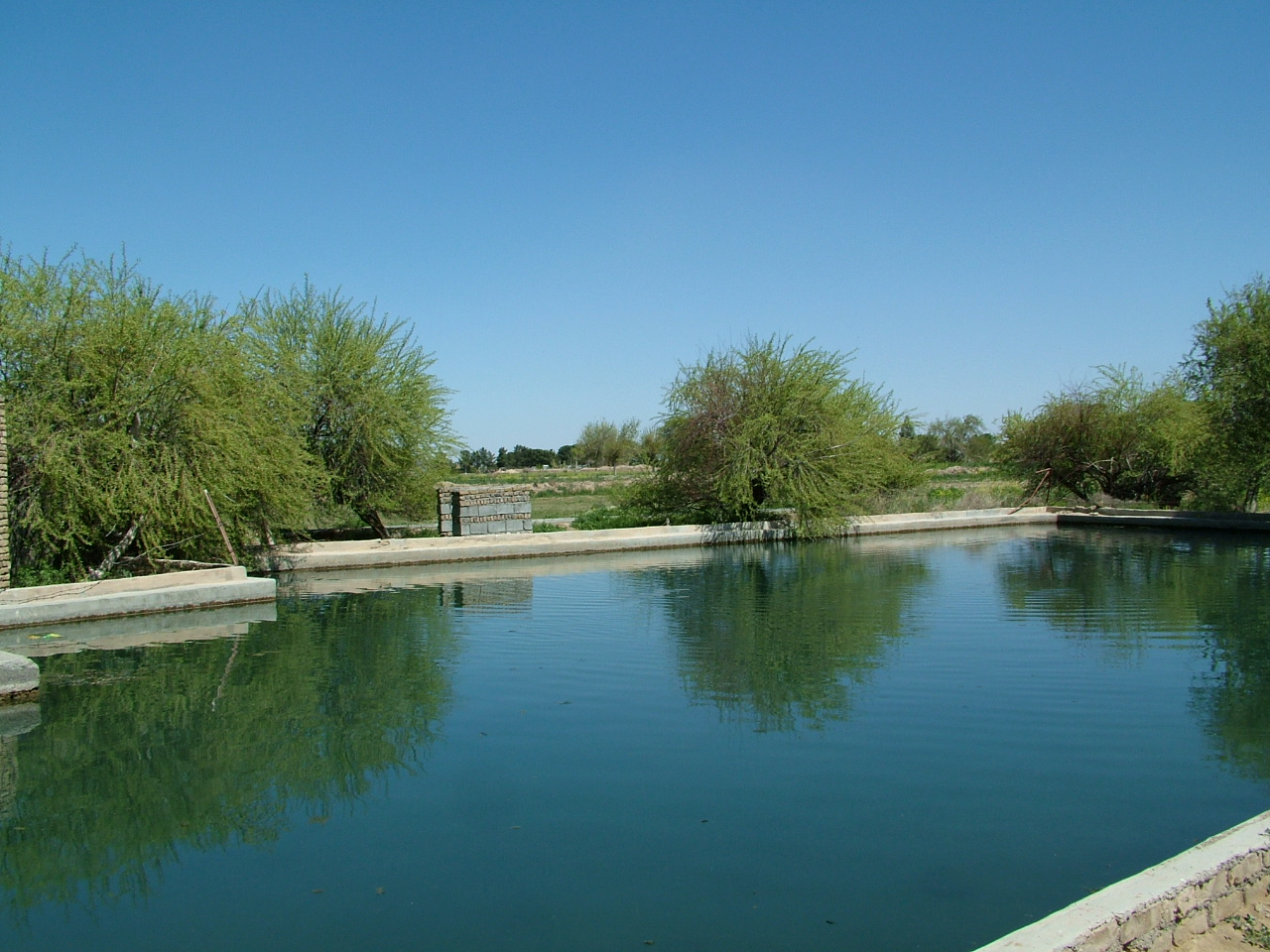
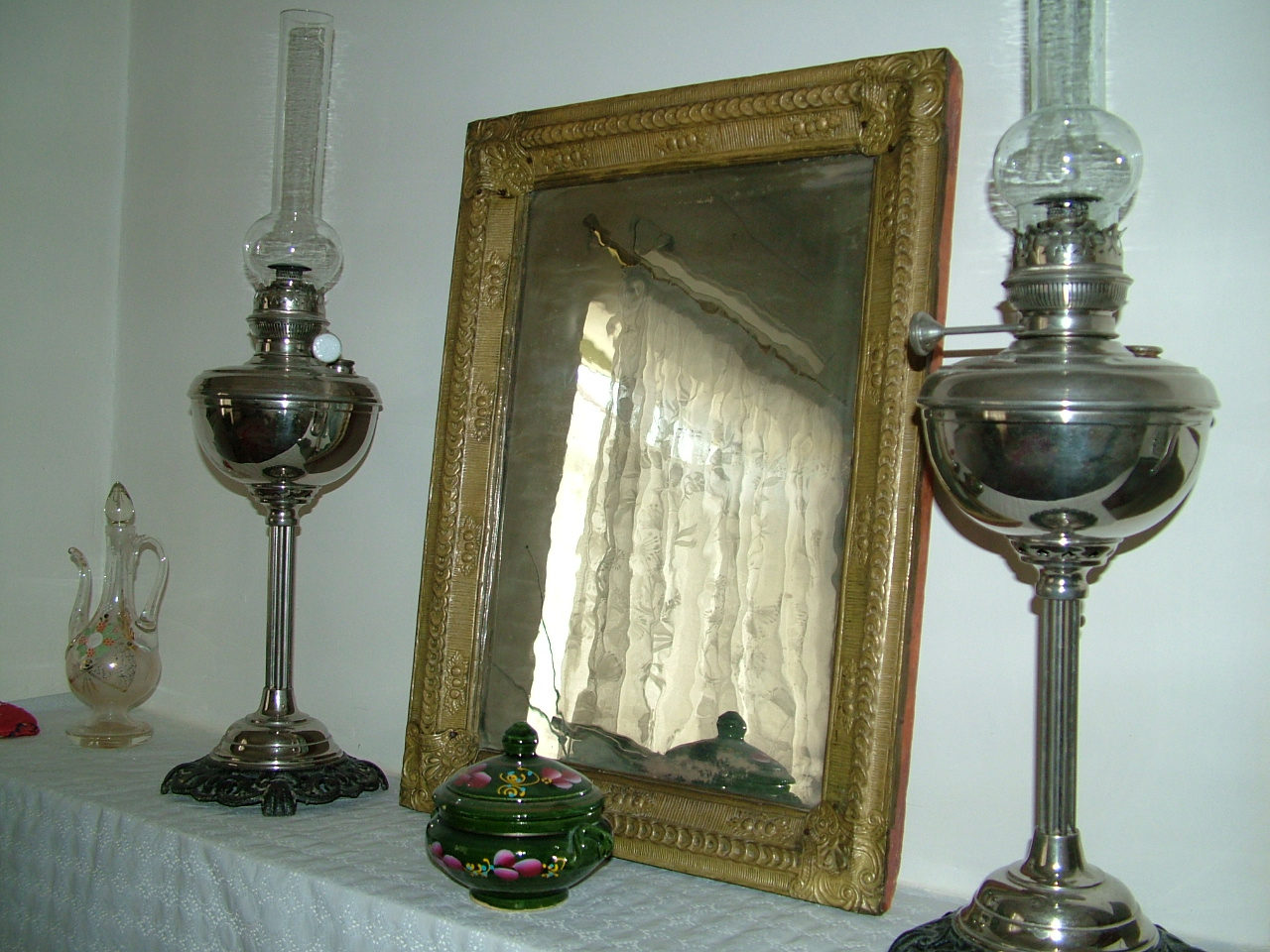